# ZooParc de Beauval
Pour les articles homonymes, voir Beauval.
Le ZooParc de Beauval, plus couramment appelé le zoo de Beauval ou, plus simplement, Beauval, est un parc zoologique français situé à Saint-Aignan dans le département de Loir-et-Cher, en région Centre-Val de Loire. Il présente environ 35 000 animaux sur 45 hectares. Créé en 1980 par Françoise Delord, il est actuellement dirigé par son fils, Rodolphe Delord, et géré par sa famille, qui possède la majeure partie du capital du Parc.
Beauval fut souvent le premier parc zoologique à présenter certains animaux en France, ce qui a contribué à sa notoriété et à son développement. Il a notamment été le premier à présenter des fauves leuciques, tigres blancs et lions blancs, dans les années 1990. Aujourd'hui encore, plusieurs des espèces présentées sont rares en France, telles l'okapi, le lamantin, dendrolague de Goodfellow, le diable de Tasmanie et le rhinocéros indien, voire uniques en France, comme le panda géant et le koala. En 2017, le zooParc de Beauval devient le premier parc français, et le quatrième au monde, à réussir la reproduction du panda géant.
Quatre serres présentent oiseaux, grands singes, paresseux, reptiles, lamantins et animaux australasiens, tandis que trois plaines permettent de présenter des herbivores de la savane africaine (girafes, rhinocéros blancs, gnous, antilopes), des éléphants d'Afrique et des herbivores asiatiques (rhinocéros indiens, tapirs de Malaisie, antilopes, etc.). Les autres installations notables du parc sont la zone chinoise intitulée Sur les hauteurs de Chine, une zone africaine avec La Réserve des Hippopotames et La Terre des lions, ainsi que les deux espaces consacrés aux spectacles : le bassin des otaries présentant L'Odyssée des lions de mer et le théâtre en plein air du spectacle d'oiseaux en vol libre intitulé Les Maîtres des airs.
Le zooParc de Beauval propose une offre hôtelière conséquente.

## Histoire

### Années 1970 et 1980
Au début des années 1970, Françoise Delord, ancienne étudiante au conservatoire d'art dramatique de Paris et présentatrice des spectacles du music-hall Bobino, reçoit en cadeau — au Salon de l'Enfance, avec un abonnement à un journal pour enfants — un couple de capucins bec-d'argent, une espèce de passereaux d'Afrique. Peu après, ayant fait l'acquisition pour eux d'une cage à oiseaux quai de la Mégisserie où elle a un déclic, elle y retourne pour s'y procurer deux diamants mandarins gris, puis deux mandarins blancs. Sa collection d'oiseaux grandit jusqu'à atteindre trois cents individus.
En 1980, devant l'impossibilité de tous les loger à Paris, elle déménage avec son mari, le prestidigitateur Jacques Delord, et leurs deux enfants, Delphine et Rodolphe, à Saint-Aignan-sur-Cher, où elle ouvre un parc ornithologique au lieu-dit Beauval, de part et d'autre d'un petit affluent du Cher, le Traine-Feuilles. Quelque 1 500 puis 2 000 oiseaux sont présents dans les volières de Beauval.
En 1989, Beauval devient un parc zoologique en accueillant ses premiers mammifères, des fauves et des primates.

### Années 1990

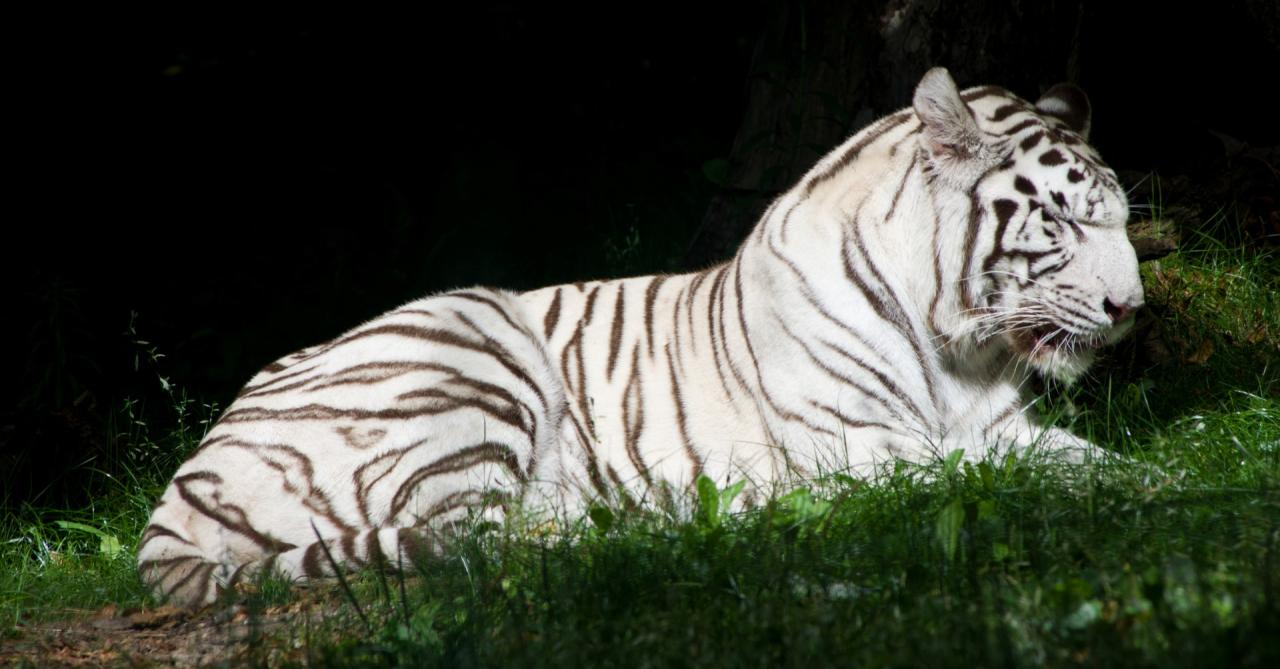
Un des tigres blancs du zoo.

En 1990, le zooParc accueille ses premiers lions. En 1991, Beauval présente ses premiers tigres blancs, Gorby et Raïssa, achetés pour 100 000 dollars à Robert Baudy, propriétaire du Rare Feline Breeding Center, un élevage de fauves basé à Center Hill, en Floride, aux États-Unis,. Ils sont supposément de la sous-espèce des tigres de Sibérie, avec un peu d'hybridation, probablement de la sous-espèce des tigres du Bengale,. Bien qu'ils ne soient pas les premiers tigres blancs à être présentés en Europe,, ils sont uniques en France au moment de leur arrivée à Beauval, ce qui va faire connaître le zoo et attirer de nombreux visiteurs. Cette année-là, le nombre d'entrées passe ainsi de 70 000 à 150 000.
En 1992, le zoo ouvre sa première serre, la serre tropicale des grands singes. Y sont installés deux groupes d’hominoïdes, des orangs-outans de Bornéo et des chimpanzés, disposant de deux îles extérieures de respectivement 1 100 m2 et 1 300 m2. Françoise Delord fait cette année-là l'acquisition d'une femelle chimpanzé provenant d'un cirque, pour 10 000 francs.
Un vivarium est ouvert en 1993 au sein de la serre des grands singes et accueille une centaine de serpents et des crocodiles du Nil, observables sous l'eau grâce à un grand aqua-terrarium. En 1994, est ouverte la deuxième serre du parc, la serre tropicale des oiseaux, d'une superficie de 2 000 m2 où sont installés 300 oiseaux exotiques qui y évoluent dans un décor végétal.
En 1995, une piscine à otaries est construite et le parc donne son premier spectacle combinant rapaces en vol libre et otaries. Une nurserie, destinée à l'élevage des jeunes, est créée l'année suivante. Le zoo accueille des loutres asiatiques, des pandas roux et des ratons laveurs dont les enclos sont agrémentés d'agrès et de bassins à vision sous-marine.
Le parc ouvre en 1997 une troisième serre tropicale dans laquelle prennent place des gorilles et des lamantins.
En 1998, deux nouvelles structures accueillent des hyènes et des lycaons.
En 1999, le parc accueille un couple de lions blancs et crée une plaine africaine dans laquelle sont présentés 80 animaux de plusieurs espèces parmi lesquelles des springboks, des hippotragues noirs, des gnous bleus, des zèbres de Grévy, des girafes, des autruches, des ouettes d'Égypte ou encore des marabouts. L'une des girafes, le mâle Joseph, est importé du zoo de Marwell en Angleterre, tandis que les cobes de Lechwe proviennent de République tchèque.

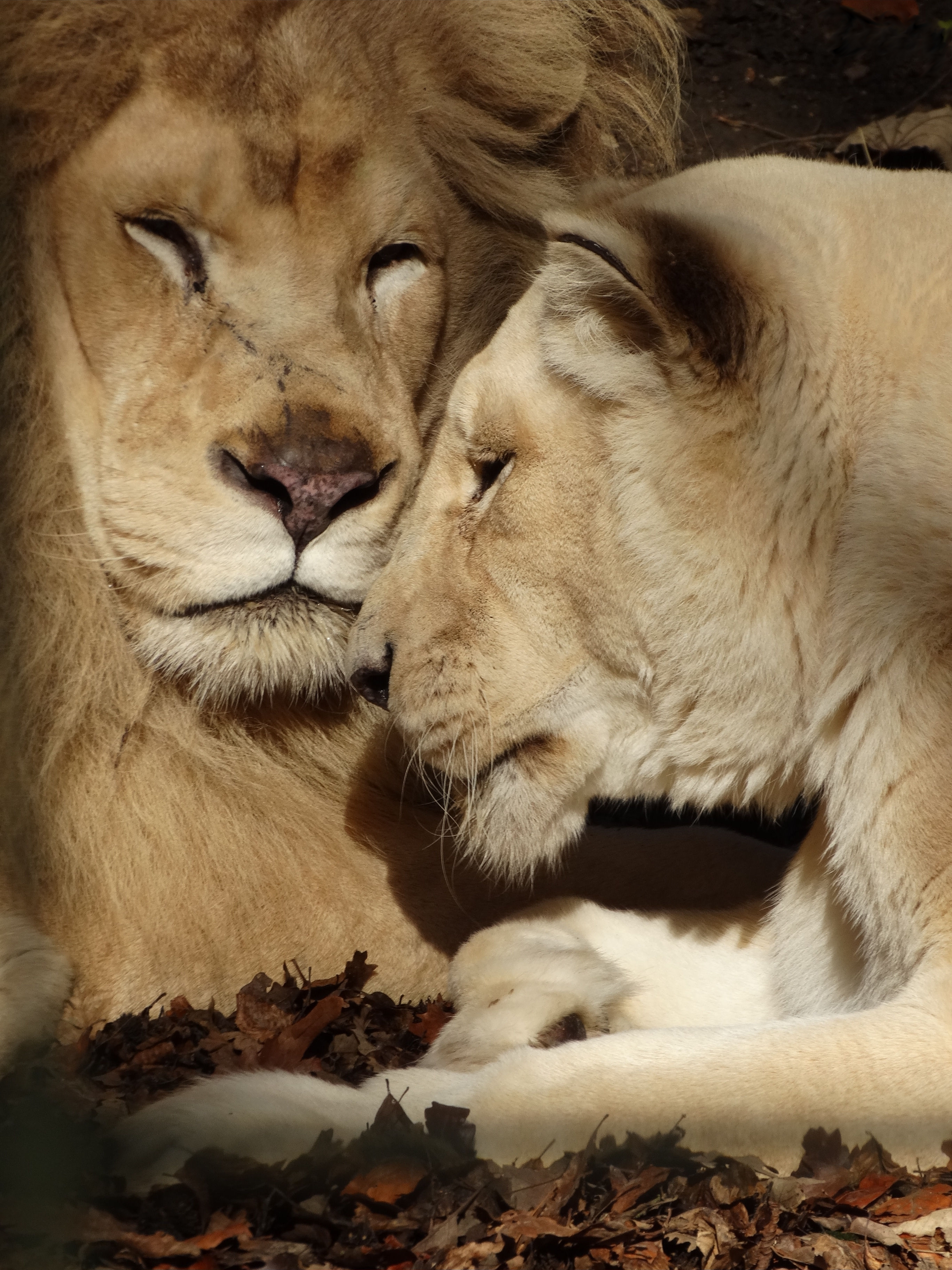
Makwalo et Makalali, couple de lions blancs arrivé en 1999.

Les deux lions blancs achetés cette année-là par le parc, Makalali et Makwalo, sont originaires d'un élevage du Timbavati, en Afrique du Sud, mais le nom de l'élevage et le prix resteront secrets. Comme l'achat des tigres blancs en 1991, cette acquisition n'a pas d'intérêt zoologique mais confère un avantage commercial au zoo, car bien que Makalali et Makwalo ne soient pas les premiers lions blancs à être présentés en Europe,, ils sont uniques en France au moment de leur arrivée à Beauval.

### Années 2000
En 2000, trois rhinocéros blancs rejoignent la Savane Africaine. En 2001, une nurserie est créée pour l’élevage à la main des bébés perroquets. En 2002, une serre australienne est créée et un couple de koalas, des kangourous arboricoles et un aquarium marin y sont installés. De plus, la mini-ferme, jusqu'alors implantée à l'entrée du parc, déménage et s’agrandit. En 2003, le zoo s'agrandit de cinq hectares pour accueillir un groupe de cinq éléphants d’Afrique. Ils profitent de 0,5 hectare de parc sableux, de 0,9 hectare de parc herbeux, d'un bassin de quatre mètres de profondeur qui les immerge totalement et d'un bâtiment de plus de 1 500 m2.
Le vivarium est rénové en 2004 sur une surface de 400 m2, qui sont occupés par plus de 250 reptiles : serpents, tortues, crocodiles, iguanes, etc. Le parc reçoit une tigresse blanche de trois ans, Chili, en provenance du Parken Zoo d'Eskilstuna, en Suède.
En 2005, des okapis arrivent dans le parc ; pendant cinq ans, le zooParc de Beauval sera le seul parc zoologique de France à présenter cette espèce. Le parc reçoit aussi un tigre blanc mâle de deux ans, Sherkan, né au Touroparc Zoo. Avec Chili, il forme le deuxième couple reproducteur de tigres blancs de Beauval, remplaçant ainsi Gorby et Raïssa, alors en fin de vie.
Le zoo accueille en 2006 des ânes sauvages de Somalie, des langurs de Java et des panthères longibandes et un bassin aux piranhas est créé au sein de la serre des gorilles et des lamantins.

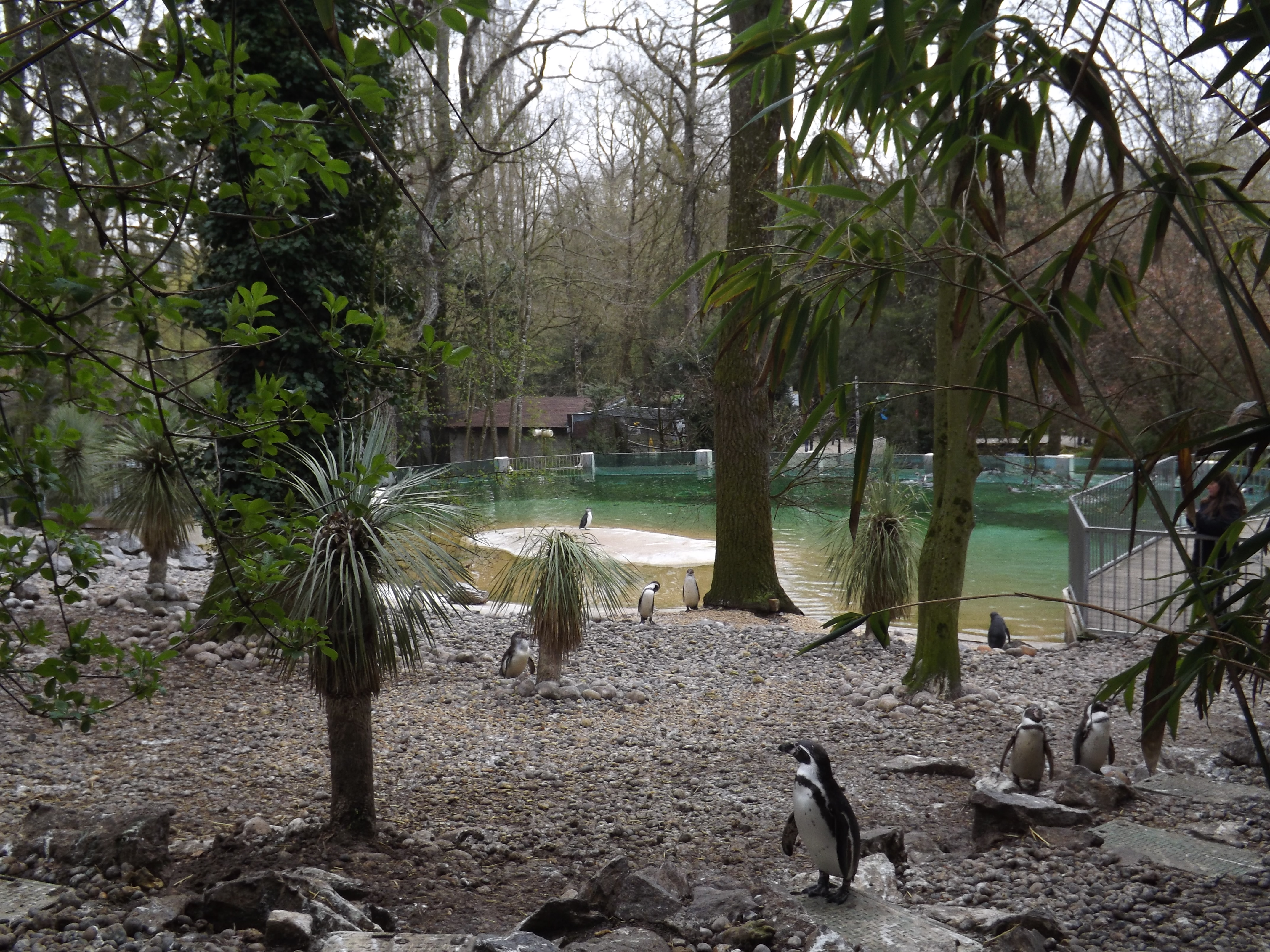
Le bassin des manchots construit en 2007.

En 2007, est créé un bassin pour les manchots de Humboldt, d'une taille de 600 m3 avec une plage arborée de 400 m2, et une pampa sud-américaine. Des fourmiliers géants arrivent dans le parc.
Une première structure hôtelière est créée en 2008. C'est un hôtel 3 étoiles, Les Jardins de Beauval, à environ 1 km de l'entrée du zoo. Des fourmiliers géants et des tigres de Sumatra, premiers tigres non leuciques accueillis à Beauval, sont installés dans le parc et un nouvel aquarium est construit, le récif corallien. En 2009, une femelle koala nommée Alkoomie et un mâle rhinocéros blanc nommé Kanty naissent. Le zooParc crée l'association Beauval Nature et le parc agrandit également l'espace des hyènes tachetées.

### Années 2010
En 2010, une plaine asiatique de 1,5 hectares est créée et des tapirs de Malaisie, des rhinocéros indiens, des muntjacs, des grues à cou blanc, des cerfs axis, des antilopes cervicapres, des nilgauts et des chats pêcheurs y sont installés. Un deuxième koala, baptisé Joey, voit également le jour.
Une nouvelle zone de près de 3 hectares nommée « Sur les hauteurs de Chine » ouvre en 2011, avec takins, panthères des neiges, pandas roux, langurs d'Hanuman et aigles de mer de Steller. En février, une femelle rhinocéros indien arrive dans le parc. Un couple de tigres de Sumatra et une femelle lamantin sont ensuite accueillis au mois de mars. Un rhinocéros blanc et un sixième gorille viennent au monde.
En 2012, Yuan Zi et Huan Huan, un couple de pandas géants, arrivent dans le parc en provenance du Centre de recherche sur le Panda géant de Chengdu, en Chine, après un accord signé le 3 décembre 2011. Ils sont installés dans la zone chinoise inaugurée l'année précédente. En juillet 2012, un éléphant d'Afrique naît par insémination artificielle, une première en France, grâce à la semence d'un mâle sauvage d'Afrique du Sud.
La serre des oiseaux est rénovée en 2013 pour la réouverture du parc. Elle accueille pour l'occasion de nouveaux pensionnaires, parmi lesquels des paresseux et des chevrotains malais, et les deux espèces de tatous présentées dans le parc depuis 2012 y sont déplacées. De plus, dromadaires et watusis sont déplacés dans un nouvel enclos au sud du parc afin de construire à leur place une nouvelle île de gorilles des plaines de l'ouest uniquement composée de mâles, dans le but d’accueillir Yangu, déjà présent dans le parc depuis plus de dix ans, et deux autres individus, Kumi et Banjoko, provenant d'Allemagne et du Royaume-Uni. En juin, un okapi naît, c'est le premier depuis 25 ans en France.
En 2014, le zoo s'agrandit de trois hectares. Un espace d'envergure, où sont érigés un restaurant à vision panoramique et un amphithéâtre de 3 000 places, pour la présentation d'un spectacle d'oiseaux : Les Maîtres des Airs. Cette année-là, le zoo de Beauval devient le premier site touristique de Loir-et-Cher et le zoo généraliste privé le plus visité de France avec 900 000 visiteurs. Le parc inaugure également sa deuxième structure hôtelière, une résidence nommée Les Hameaux de Beauval, dans le centre-ville de Saint-Aignan.
La piscine à otaries est réaménagée en 2015 pour la présentation d'un spectacle inédit : L'Odyssée des Lions de Mer. Le zoo ouvre également une troisième structure hôtelière, d'inspiration chinoise, elle est nommée Les Pagodes de Beauval et prend place à côté de l'autre hôtel 3 étoiles ouvert en 2008 par le parc. Un groupe de bongos est installé au pied du restaurant Kilimandjaro. Dans la nuit du 9 au 10 mai, le zoo est victime d'un vol : sept tamarins-lions dorés, dix ouistitis argentés et deux tortues sont dérobés,, ; ils ne seront jamais retrouvés et l'affaire sera classée en janvier 2017 après 20 mois d'enquête,. Pour fêter les 35 ans du parc, le président de la République, François Hollande, y fait une visite le 11 septembre avec la présence des ministres de la Santé, Marisol Touraine, et de l'Agriculture, Stéphane Le Foll, et y prononce un discours,. Une nouvelle tigresse blanche, Asha, arrive du parc des Félins pour remplacer Chili, récemment décédée, et former ainsi le troisième couple reproducteur du parc, avec le mâle Sherkan.

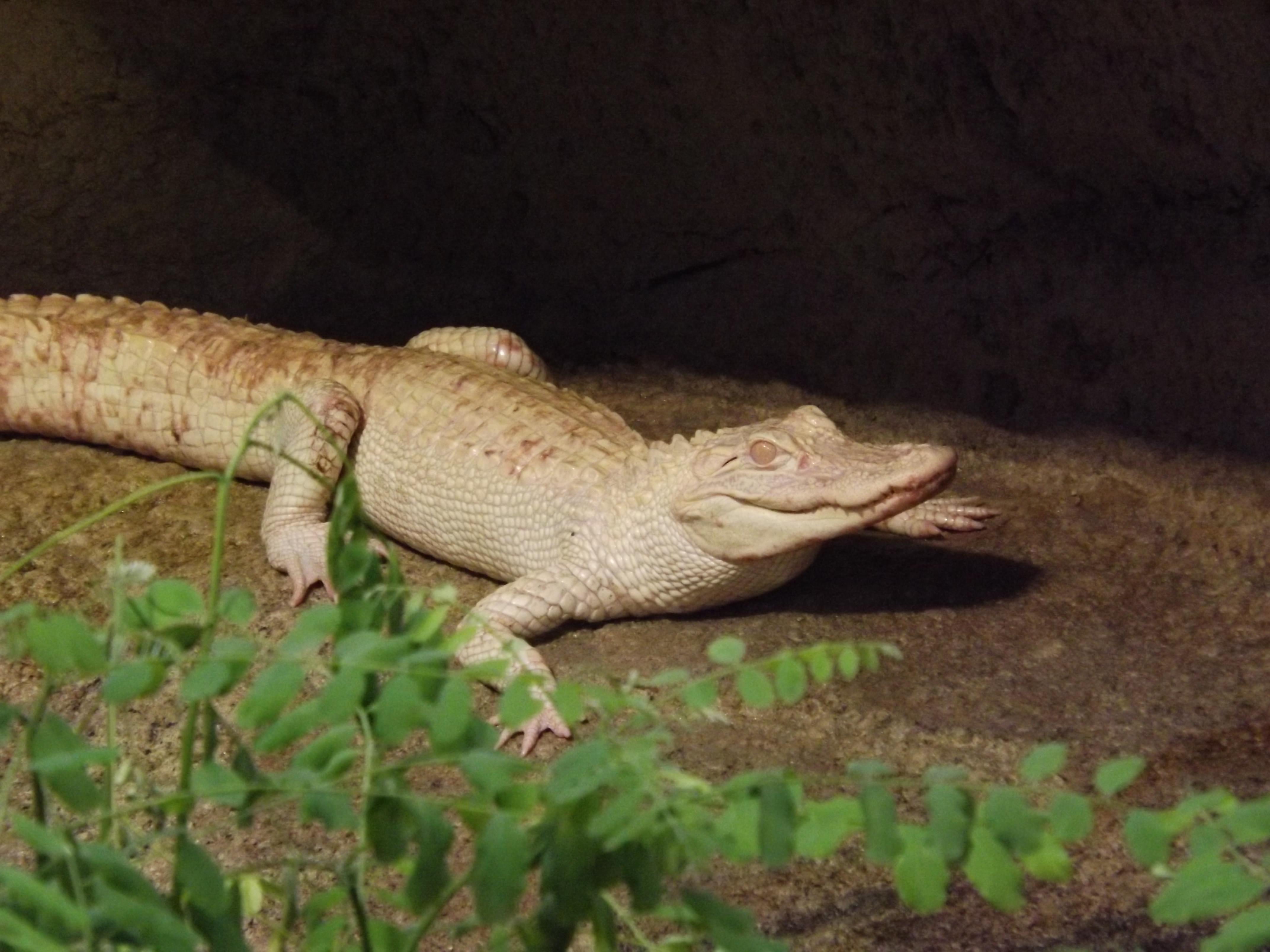
Jeune alligator d'Amérique albinos.

En 2016, le parc fait une demande d'ouverture d'un delphinarium auprès de la ministre de l’Écologie Ségolène Royal. Cette dernière rend cette demande publique le 7 février 2016 lors d'un débat au Sénat, mais le parc renonce finalement à ce projet quatre jours plus tard, le 11 février, à la suite de la contestation de visiteurs et d'associations opposés à la captivité des cétacés,. Le zoo se dote ensuite d'un marais africain à la fin du mois de mars. Les visiteurs peuvent y voir deux, puis trois hippopotames amphibies, cohabitant avec des oiseaux africains, dans une infrastructure avec vision subaquatique et couverte d'un filet. Ils ont pour voisins des nyalas et des potamochères roux,. Le zoo a également présenté deux spécimens d'alligators d'Amérique albinos, au sein de la serre tropicale des gorilles et des lamantins. Plus tard, en juin, le parc construit une nouvelle installation pour les macaques à queue de lion, près de l'enclos des dromadaires et des watusis.
Le 20 mars 2017, une nouvelle clinique vétérinaire est inaugurée, d'une superficie de 1 400 m2, elle comporte notamment un scanner, un bloc de chirurgie, une salle de réveil et un laboratoire d’analyse médicale. En avril, le parc ouvre un nouvel espace africain, La Terre des Lions. Il présente des lions d'Afrique, mais aussi des lycaons, des suricates et des rats-taupes nus (uniques en France à l'époque). Sont également construits une troisième plaine pour les éléphants d'Afrique afin d'accueillir quatre nouvelles femelles, ainsi qu'un point de restauration, construit autour d'un arbre centenaire, avec vue sur les trois plaines. Le 4 août, pour la première fois en France, deux pandas géants naissent, mais l'un d'eux, non viable, meurt deux heures après sa naissance. En revanche, l'autre petit survit ; il s'agit d'un mâle baptisé Yuan Meng (chinois : 圆梦) le 4 décembre par Brigitte Macron. Sa naissance fait de la France le quatrième pays européen à voir un panda géant naître sur son sol après l'Autriche, l'Espagne et la Belgique.
En janvier 2018, c'est au tour d'une femelle rhinocéros indien de mettre bas une petite femelle. C'est la troisième naissance de ce type à Beauval. Le 24 mars, le zoo ouvre une quatrième structure hôtelière, d'inspiration africaine, nommée Les Hauts de Beauval. Dans le courant de la troisième semaine d'avril, sont présentés au public trois vastes enclos pour trois espèces différentes. Le premier, de 6 000 m2 et situé non loin de la plaine africaine, présente six mâles guépards. Les deux autres se trouvent après l'enclos des dromadaires et watusis, l'un faisant 3 700 m2 et hébergeant des loups arctiques, l'autre 4 500 m2 et accueillant l'ourse brune Michka. À la fin de l'année, trois nouvelles ourses brunes arrivent au parc.
Le 30 mars 2019, le parc inaugure une ligne de télécabines, reliant la zone des éléphants avec celle des lions : Le Nuage de Beauval. 24 cabines de 8 places qui survolent le zoo sur 800 mètres, à 35 mètres au-dessus du sol, permettant aux visiteurs de découvrir ce dernier sous un angle nouveau. Certaines sont même équipées d'un sol vitré. Le zooParc de Beauval devient ainsi le premier parc de France à user de télécabines. Au cours du printemps, le zoo accueille, non loin de la serre australienne, deux mâles diables de Tasmanie, des frères nommés Cape et Cluan,,, devenant ainsi le quatrième parc européen à posséder cette espèce, qui est peu commune en captivité.

### Années 2020
Le 8 février 2020, le zoo ouvre au public un dôme équatorial dans lequel il déménage plusieurs espèces, la plupart des espèces tropicales, de leur enclos d'origine afin de les y placer (voir plus bas, dernière sous-section de la section « Installation et faune présentées »).
Le 2 août 2021 naissent deux nouveaux pandas géants : Yuandudu et Huanlili. Les prénoms de ces deux femelles ont été choisis par un vote internet (avec dix choix donnés par l'association chinoise des parcs zoologiques), et non par la première dame chinoise comme le veut la tradition.
Le 3 décembre 2021, Françoise Delord meurt à l'âge de 81 ans.
Le 15 avril 2023, le zoo inaugure la nouvelle volière sud-américaine de 1,6 hectare où 33 espèces d'oiseaux et 30 espèces de mammifères sont réunis. Elle est située à côté des maitres de l'air. Juste avant cette inauguration, l'accès à l'entrée principale a été modifiée avec la réalisation d'un tunnel sous la route départementale permettant aux visiteurs d'avoir un accès sécurisé entre les parkings et l'entrée. Cela est devenu nécessaire au vu de l'augmentation du nombre de visiteurs qui avoisinent les 2 millions de personnes depuis 2022. Puis en juin 2023, le parc inaugure son cinquième complexe hôtelier situé dans la ville de Saint-Aignan : Les rivages de Beauval. Ce dernier a pour thème : le Mexique.

## Économie
Les visiteurs sont au nombre de 149 000 en 1991 et de 280 000 en 1996.
Avec une moyenne d'1,05 million de visiteurs annuels entre 2012 et 2016, il est le site touristique le plus fréquenté du Centre-Val de Loire, l'un des cinq établissements zoologiques les plus visités de France et le plus fréquenté des zoos privés du pays. C'est un acteur économique important, qui employait 170 salariés permanents en 2013, tout en ayant un chiffre d'affaires annuel moyen de 26 millions d'euros sur la période 2011-2015. En 2018, le nombre de salariés atteint 610, et le chiffre d'affaires annuel de 2019 est d'environ 70 000 000 euros.

## Engagement
Membre permanent de l'Association européenne des zoos et aquariums (EAZA), il s'engage dans la conservation ex situ en participant à des programmes européens pour les espèces menacées (EEP), dont il en coordonne trois. Il soutient également des associations de conservation in situ œuvrant sur le terrain à travers son association dédiée, Beauval Nature, et a déjà réintroduit plusieurs animaux en Afrique. Il est également membre de l'Association mondiale des zoos et aquariums (WAZA).

## Installations et faune présentées

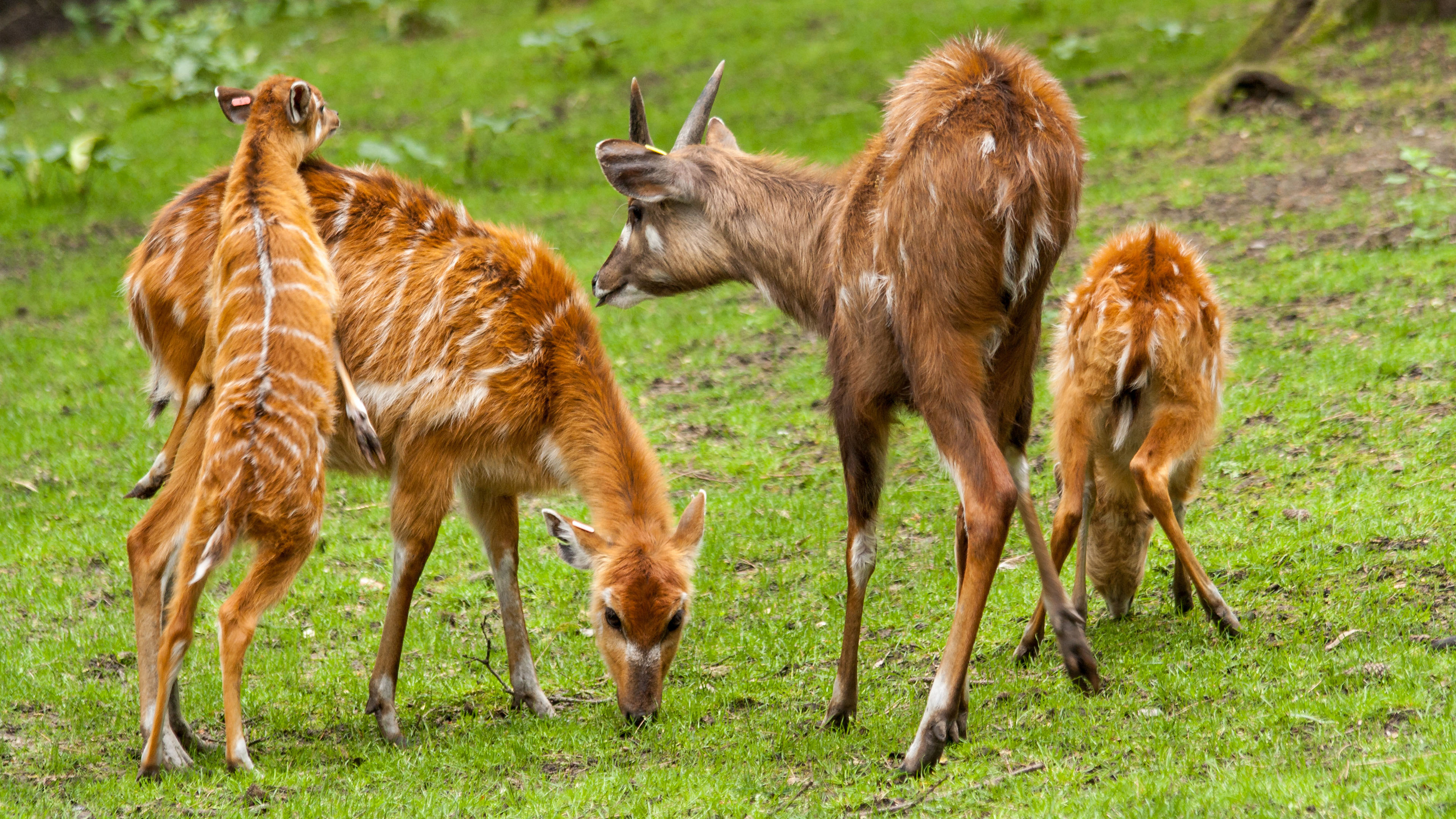
Des sitatungas.

En 2016, la collection du zoo est riche de 3 000 mammifères, oiseaux et reptiles,.
Le zoo possède aujourd'hui plusieurs serres (ornithologique, australienne, tropicale), un vivarium, une piscine à otaries et une mini-ferme. Un spectacle d'otaries et de rapaces en vol libre se déroule tous les jours de mars à novembre.

### Serre des grands singes et vivarium
Il s'agit du plus ancien complexe tropical créé au ZooParc de Beauval. En 1992, la première des serres de Beauval sort de terre. Elle accueille des grands singes tels que les chimpanzés, les orangs-outans de Bornéo et les gibbons (hybrides), leur laissant libre accès à deux îles extérieures de 1 300 m2 pour les chimpanzés et de 1 100 m2 pour les orangs-outans, bordant la serre de part et d'autre.
En 2017, les loges intérieures des chimpanzés et orangs-outans sont entièrement réaménagées, celles des orangs-outans, dans le style "temple de jungle", celles des chimpanzés dans le style "forêt d'Afrique équatoriale". Cette serre héberge également divers ouistitis, tamarins et sakis, et les reptiles du vivarium.
Le vivarium inauguré en 1993, a entièrement été remis à neuf en 2004. Les 400 m2 d'installations ont été élaborés pour le bien-être des reptiles, dans une ambiance tropicale proche des jungles d'Amérique du Sud et d'Asie, ainsi que des déserts d'Afrique et d'Amérique. Divers serpents, lézards, alligators, tortues, poissons et amphibiens y sont présentés parmi lesquels des anacondas verts, des varans d'eau malais, des pythons réticulés, des alligators du Mississippi, des rainettes de White...

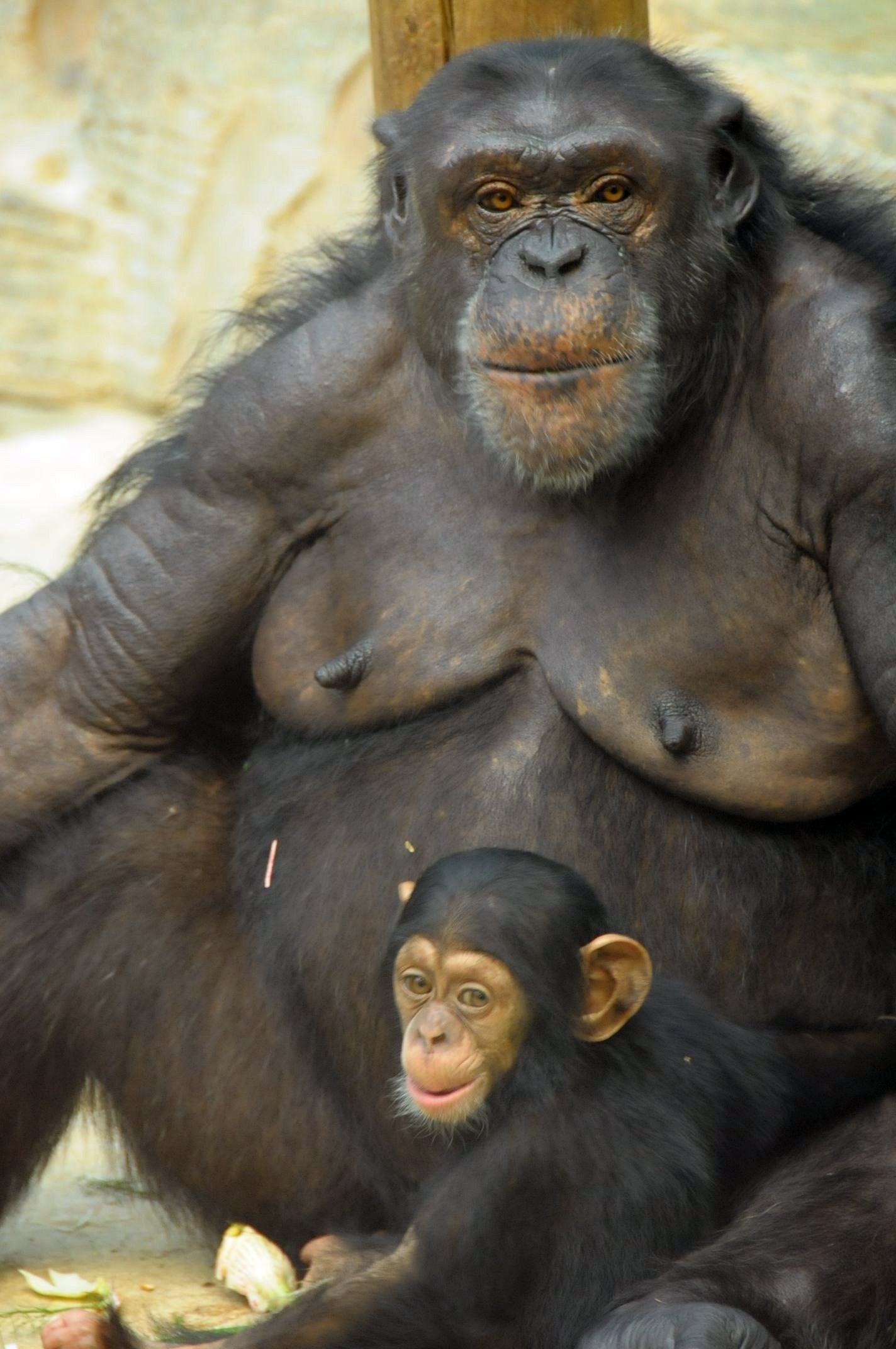
Une femelle chimpanzé et son petit.
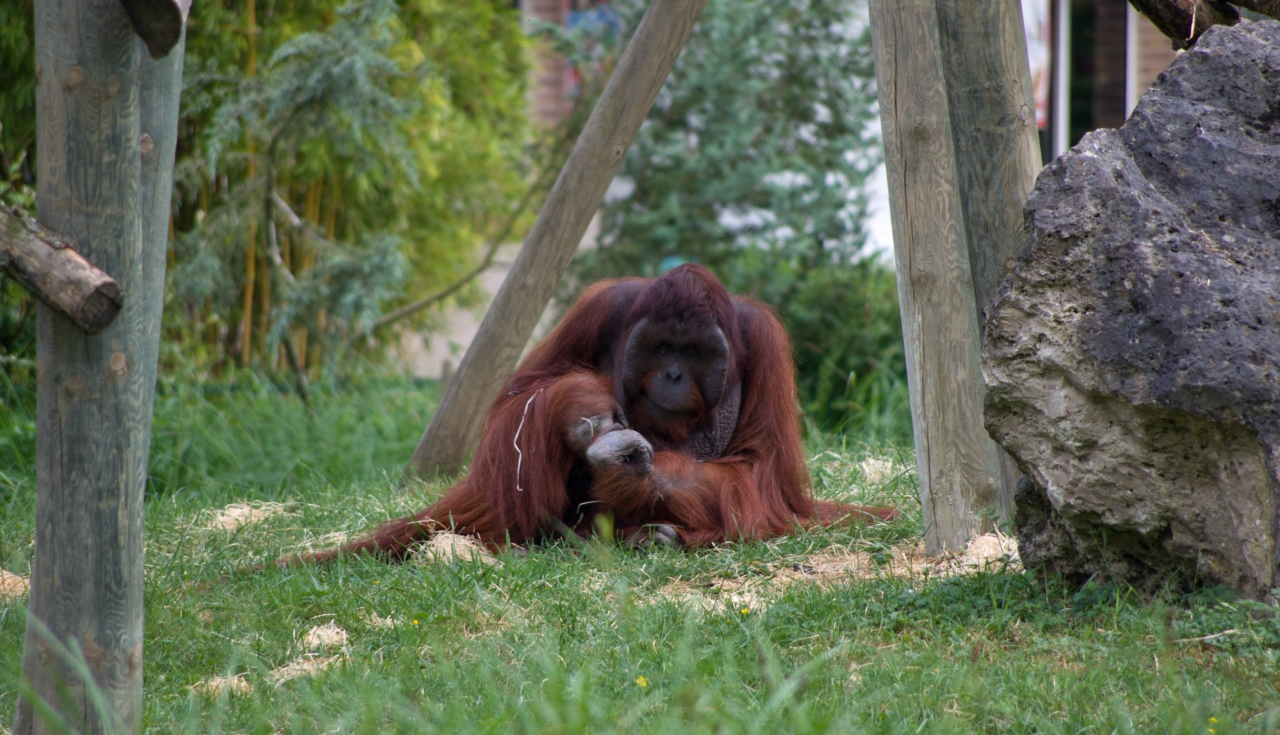
Un orang-outan de Bornéo.
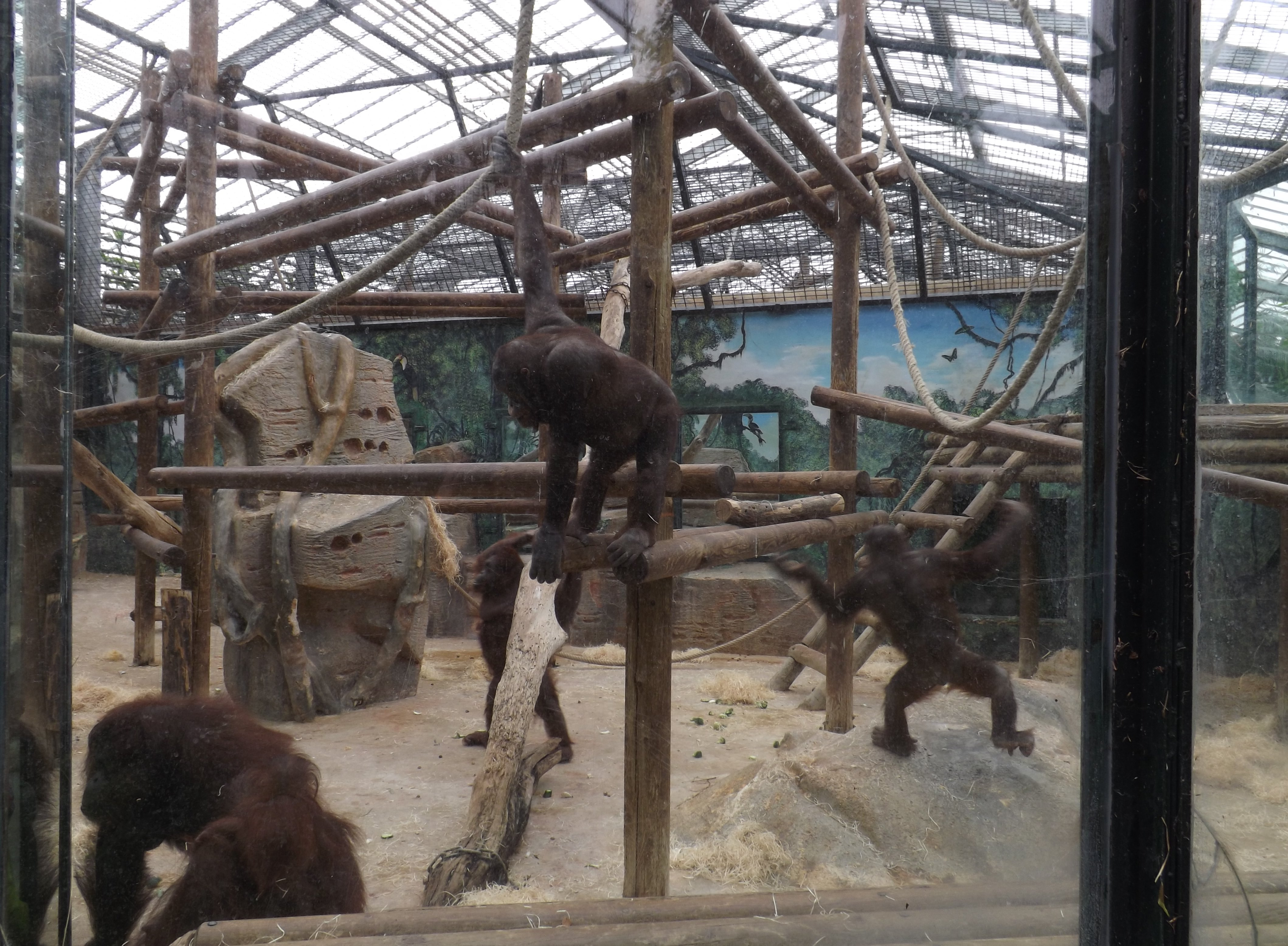
L'espace des orangs-outans dans la serre des grands singes.

### Serre des oiseaux
Plus de 1 500 oiseaux du monde entier colorent les allées du ZooParc de Beauval depuis la mise en place de la grande serre en 1994. On y trouve loriquets, tangaras, merles métalliques, colious, ibis rouges, goura couronné, colombes diamant, calaos rhinocéros de Java, toucans, paresseux, coqs-de-roche, touracos géants, savacous huppés, chevrotains malais, tatous... La serre a été entièrement rénovée en 2013, et a intégré de nouveaux résidents comme les paresseux à deux doigts, ou les perroquets de Pesquet.

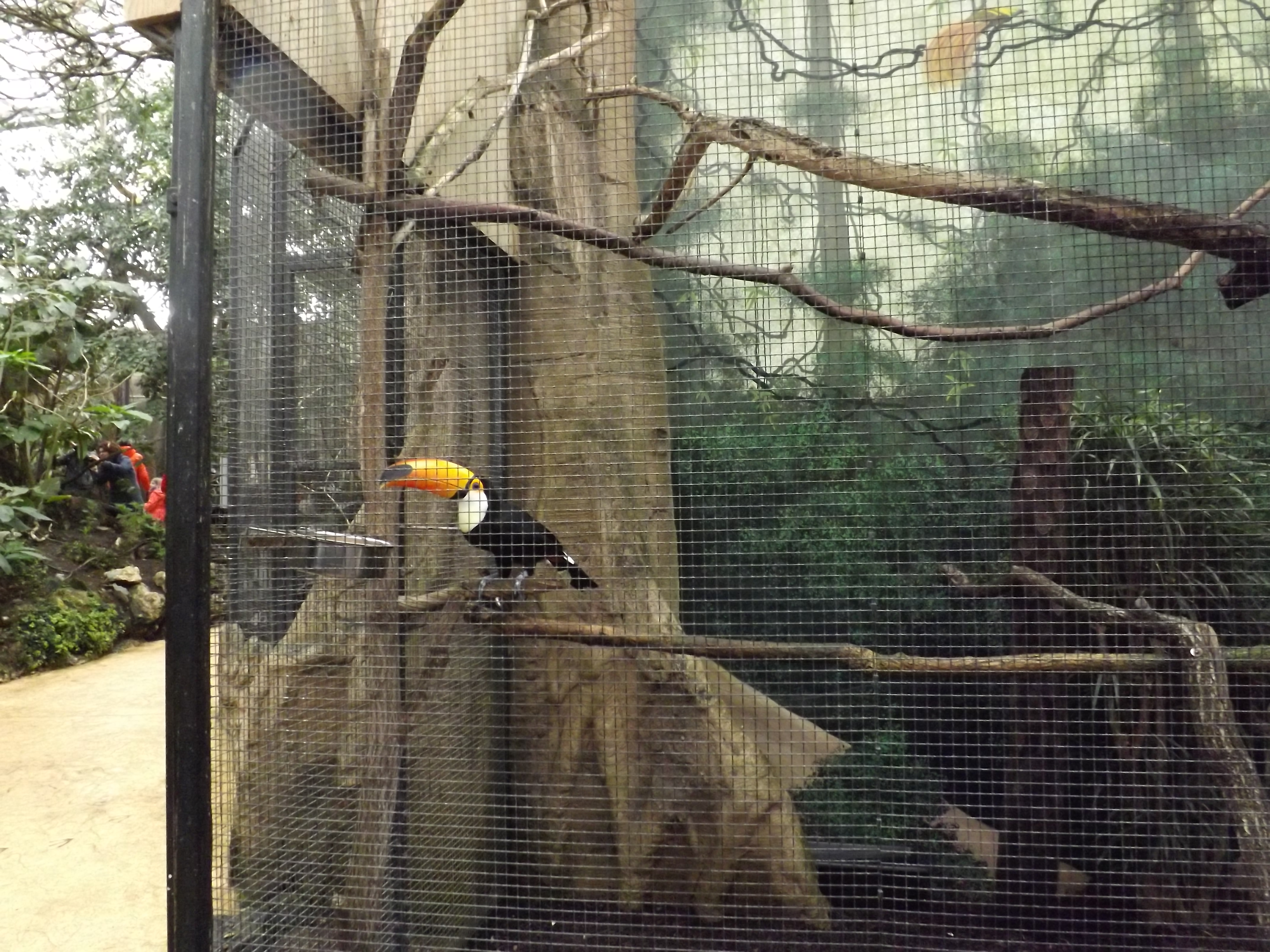
Un toucan dans la serre des oiseaux.
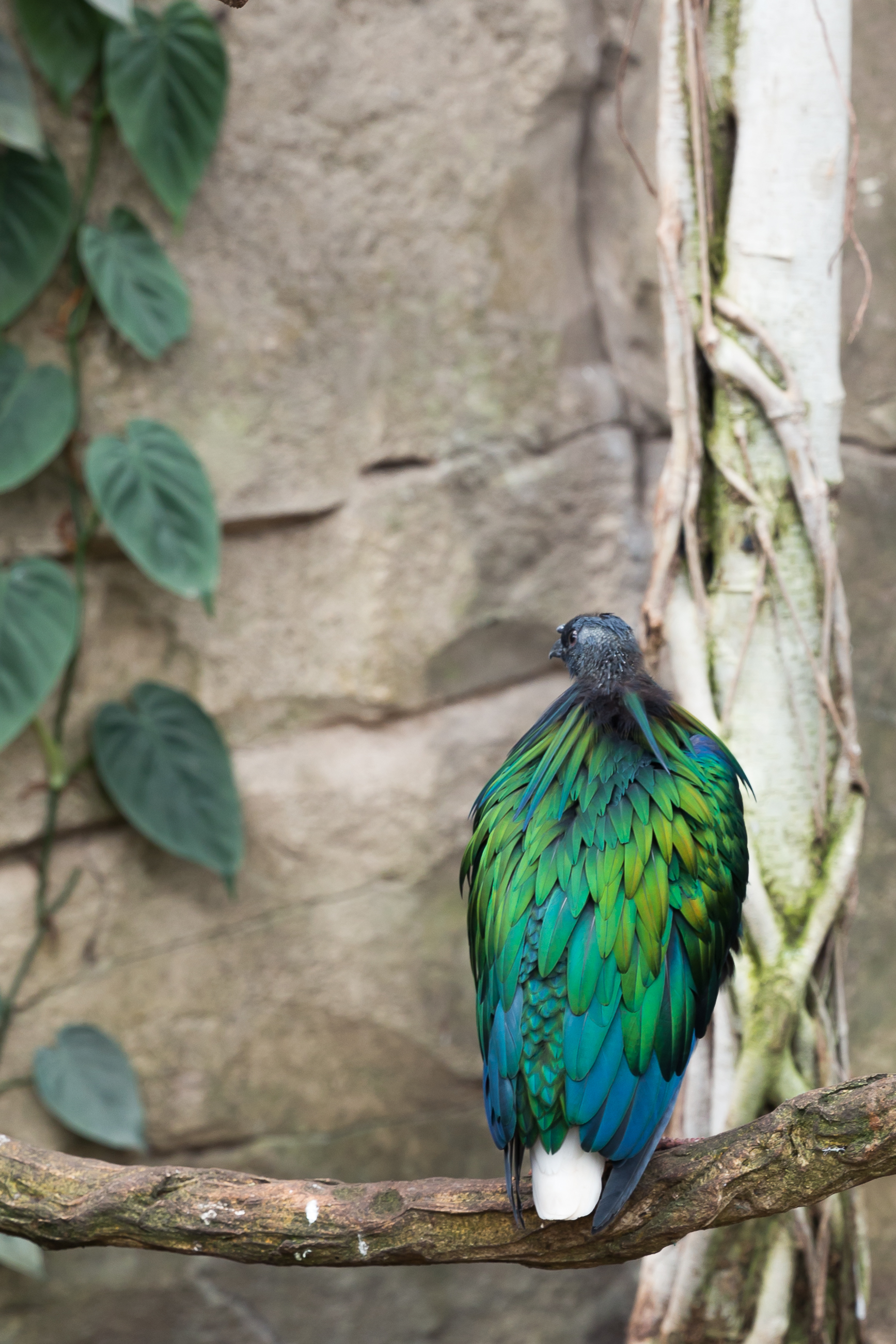
Un pigeon de Nicobar.

### Serre tropicale des gorilles
Ce complexe tropical inauguré en 1997 entretient une chaleur humide où se développent bananiers, lianes, et fleurs exotiques sur 1 900 m2 et 13 mètres de hauteur. Dans un bassin étaient présentés des lamantins des Caraïbes, des tortues d'eau et de gros poissons d'eau douce sud-américains (arapaïmas et pacus). Y sont également présentés d'autres animaux propres à ce milieu tels que divers oiseaux : touracos de Pauline, roulrouls couronnés, carpophages blancs, caurales soleil... et autres piranha, dendrobate...
Des animaux ouest-africains y sont aussi présentés : les gorilles des plaines de l'ouest et les singes patas. Les gorilles ont accès à une île extérieure de 1 300 m2 jouxtant la serre à l'est.
A l'hiver 2019, les lamantins des Caraïbes, les pacus et les arapaïmas hébergés dans la serre depuis leur arrivée au parc en 1997, déménagent vers le nouveau dôme équatorial. Leur bassin est rénové et accueille des espèces sud-américaines, dont des caïmans à lunettes et des raies de Léopold. Les alligators albinos ont eux aussi été déménagés dans le dôme.

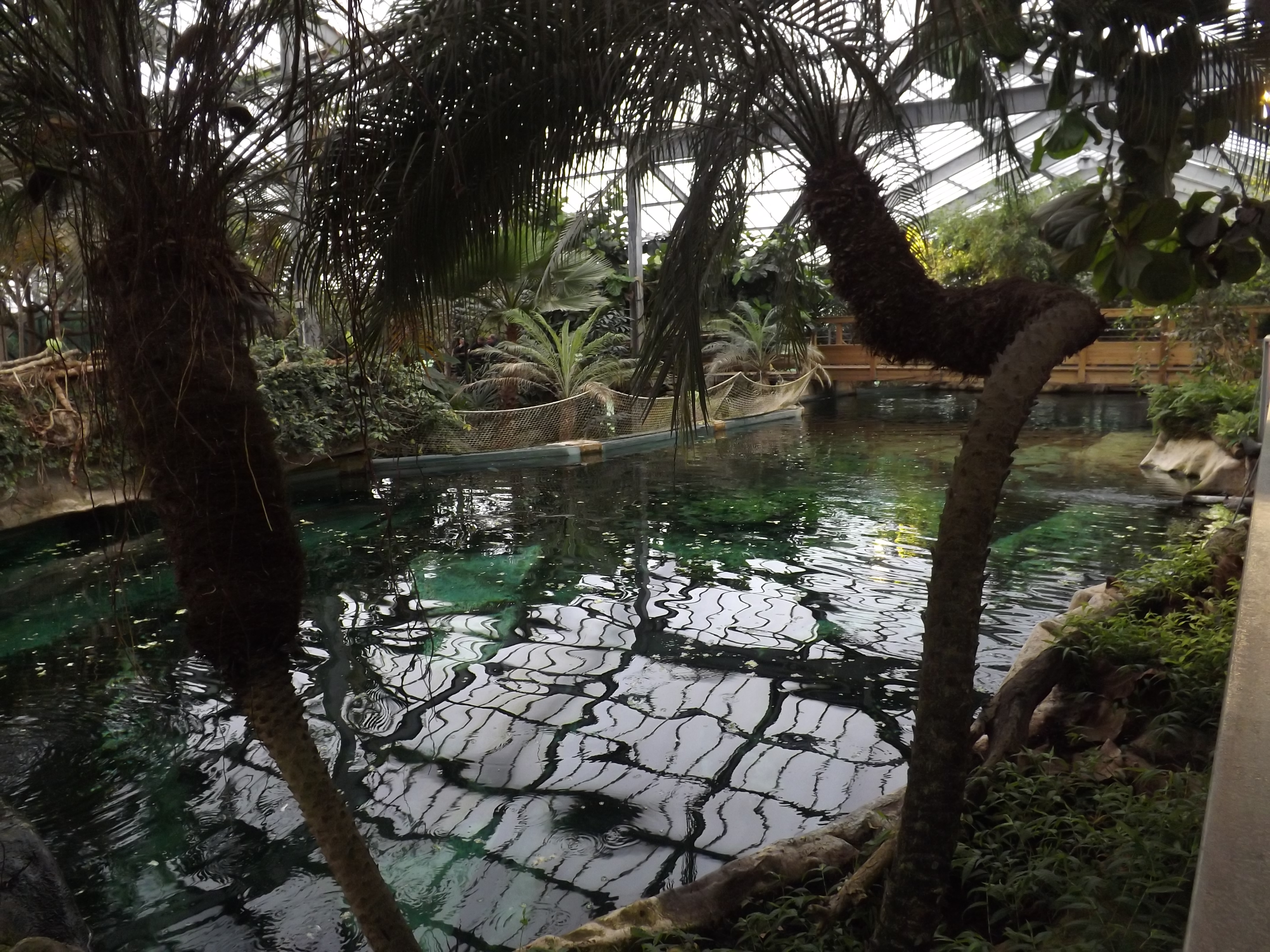
La serre tropicale.
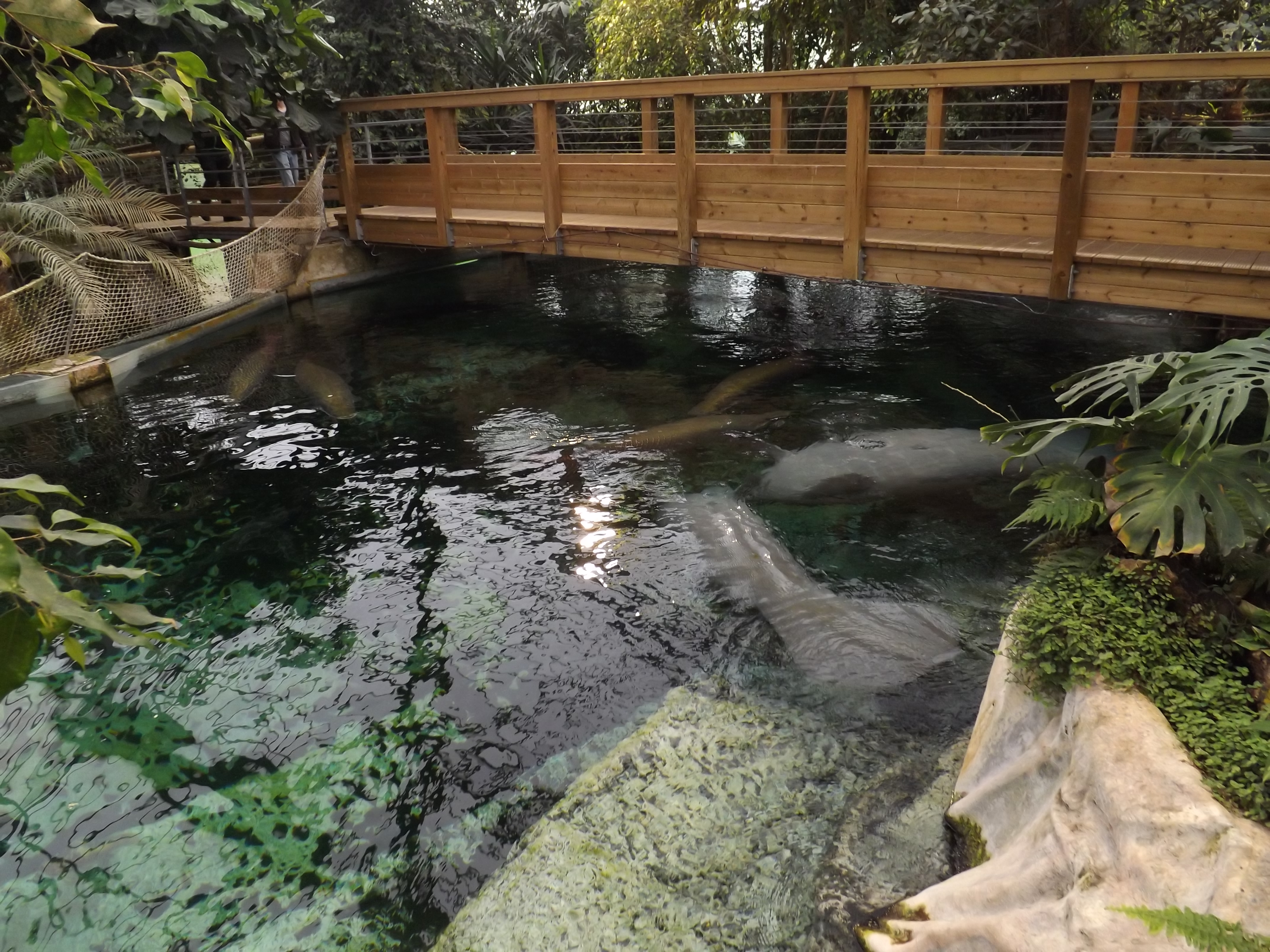
Le bassin des lamantins vu de dessus.
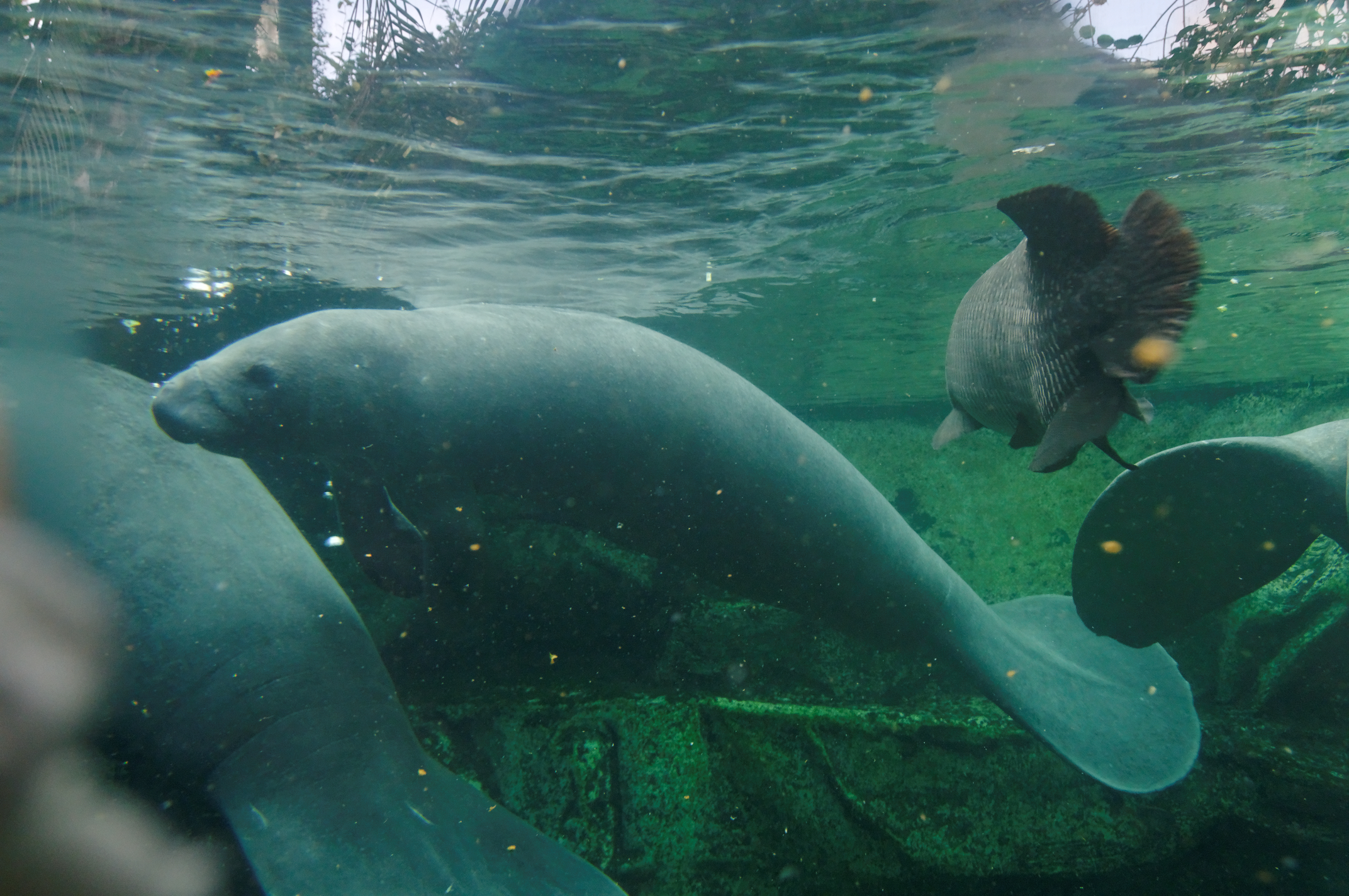
Un lamantin des Caraïbes.
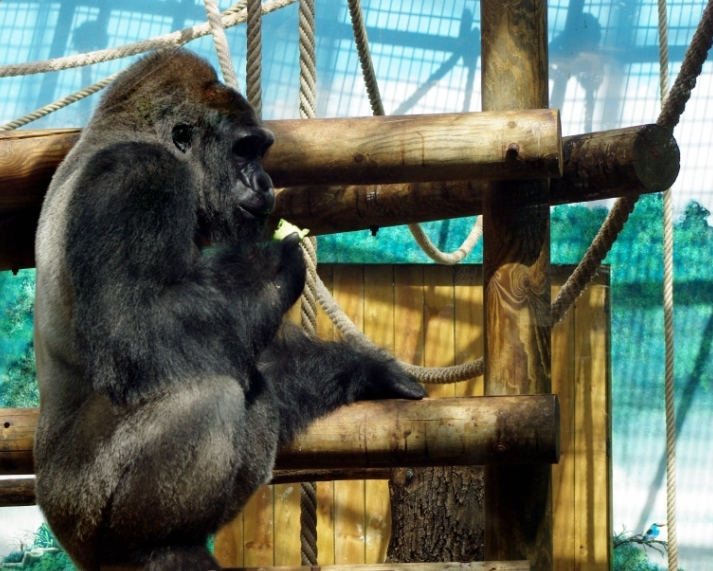
Un gorille des plaines de l'ouest.
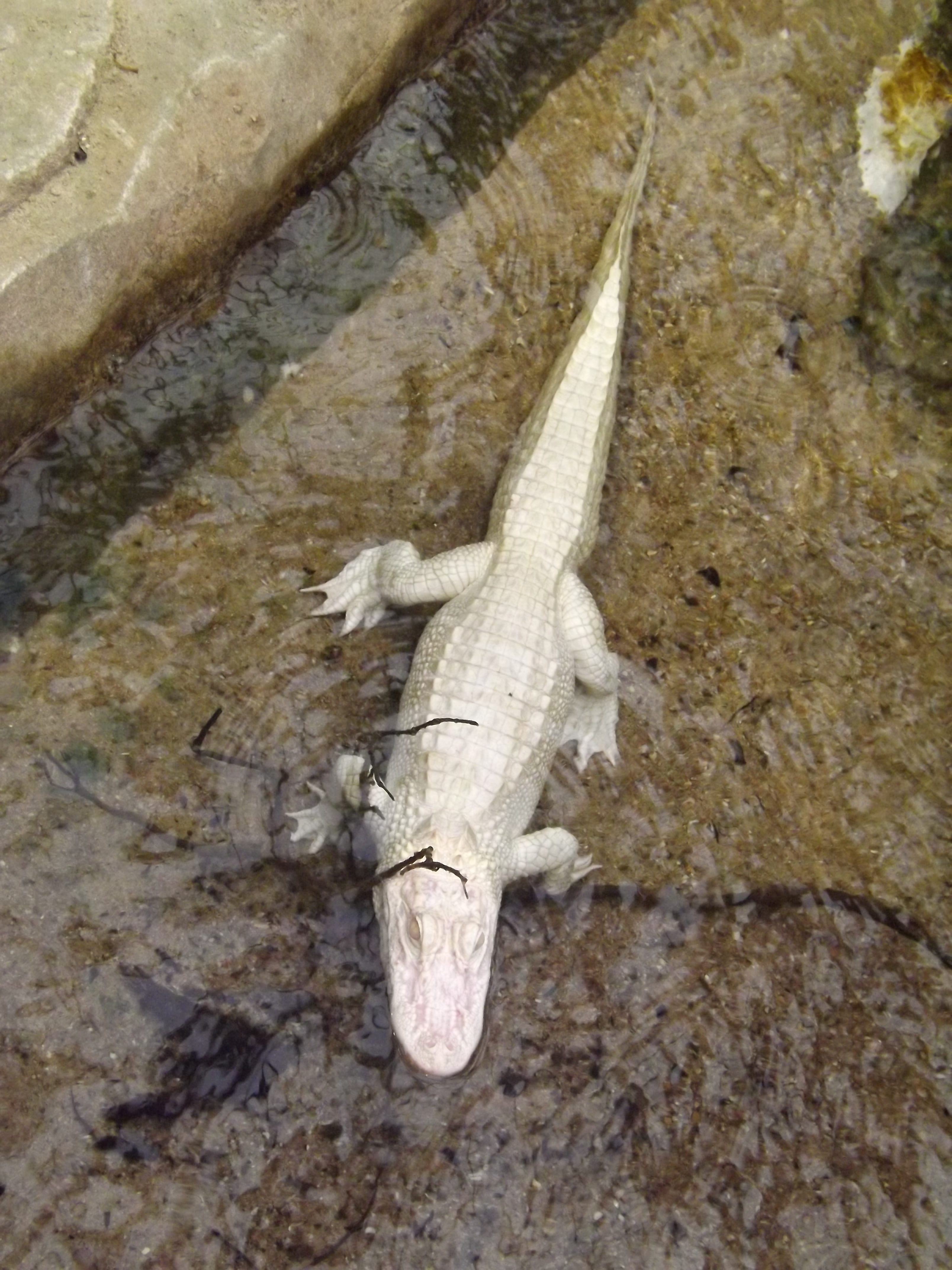
Un des alligators d'Amérique albinos.

Un deuxième enclos de 2 000 m2 présentant un groupe de gorilles mâles existe hors de cette installation, entre les enclos des chimpanzés et celui des pélicans.

### Plaine africaine
Le parc a créé en 1998 un complexe pour hyènes tachetées. Non loin de là, une plaine de 1,5 hectares a été construite en 1999 afin d'héberger plus d'une soixantaine d'individus répartis en une dizaine d'espèces herbivores différentes : springboks, marabouts, oies d’Égypte, hippotragues noirs, girafes de Rothschild et girafes réticulées, rhinocéros blancs, zèbres de Grévy, gnous bleus et autruches. Au bord de la savane, sont hébergés des otocyons et des servals.
Depuis 2015, le zoo parc présente des petits koudous, à côté des bongos et non loin de la réserve des hippopotames.
Quatre mâles guépards sont accueillis en 2018 dans un complexe de 6 000 m2 au sein de ce secteur.
En 2020, le parc se sépare de son groupe de springboks, qui ont déménagé vers un autre zoo pour accueillir en 2023 des gazelles de Mhorr.

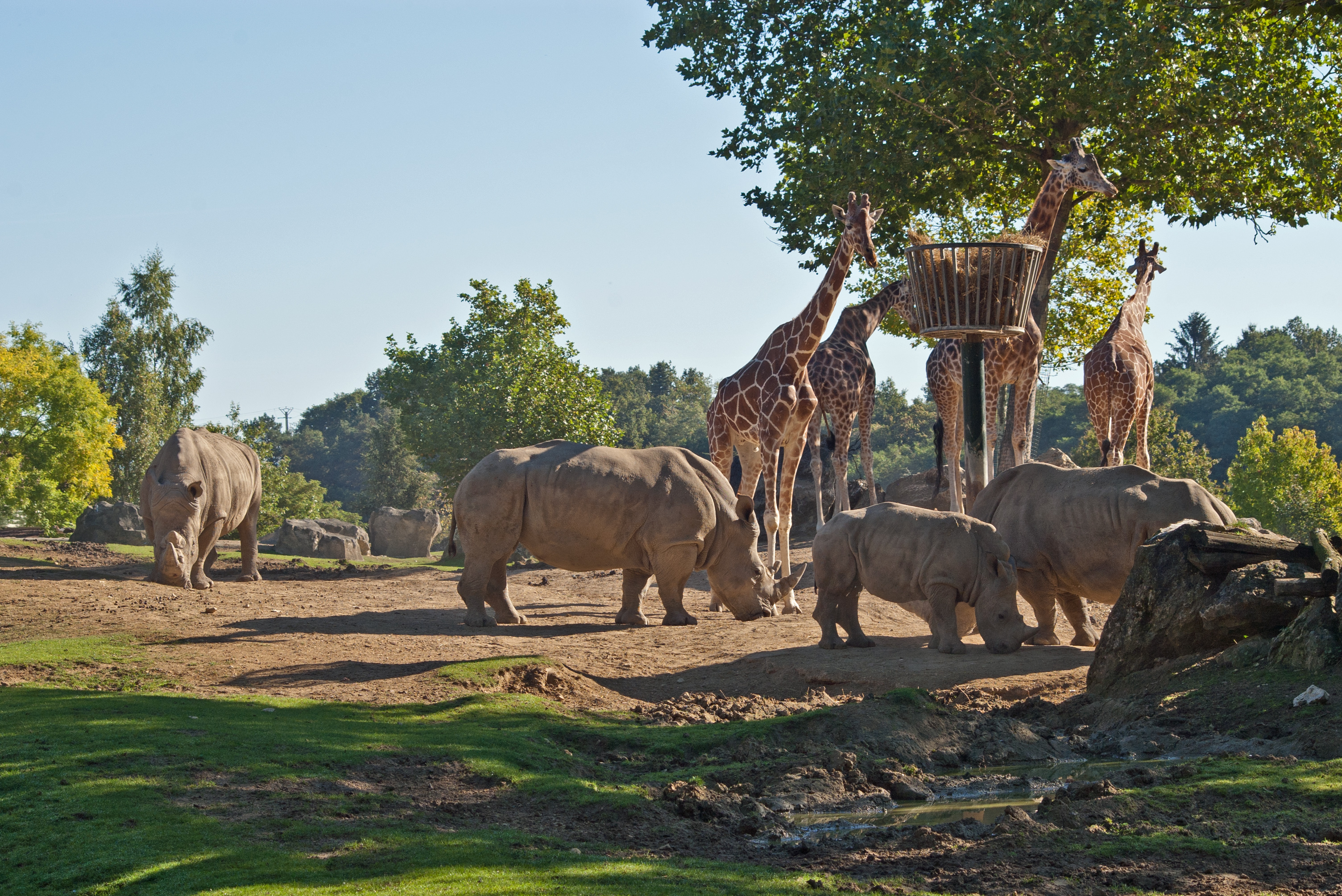
Des rhinocéros blancs et des girafes.
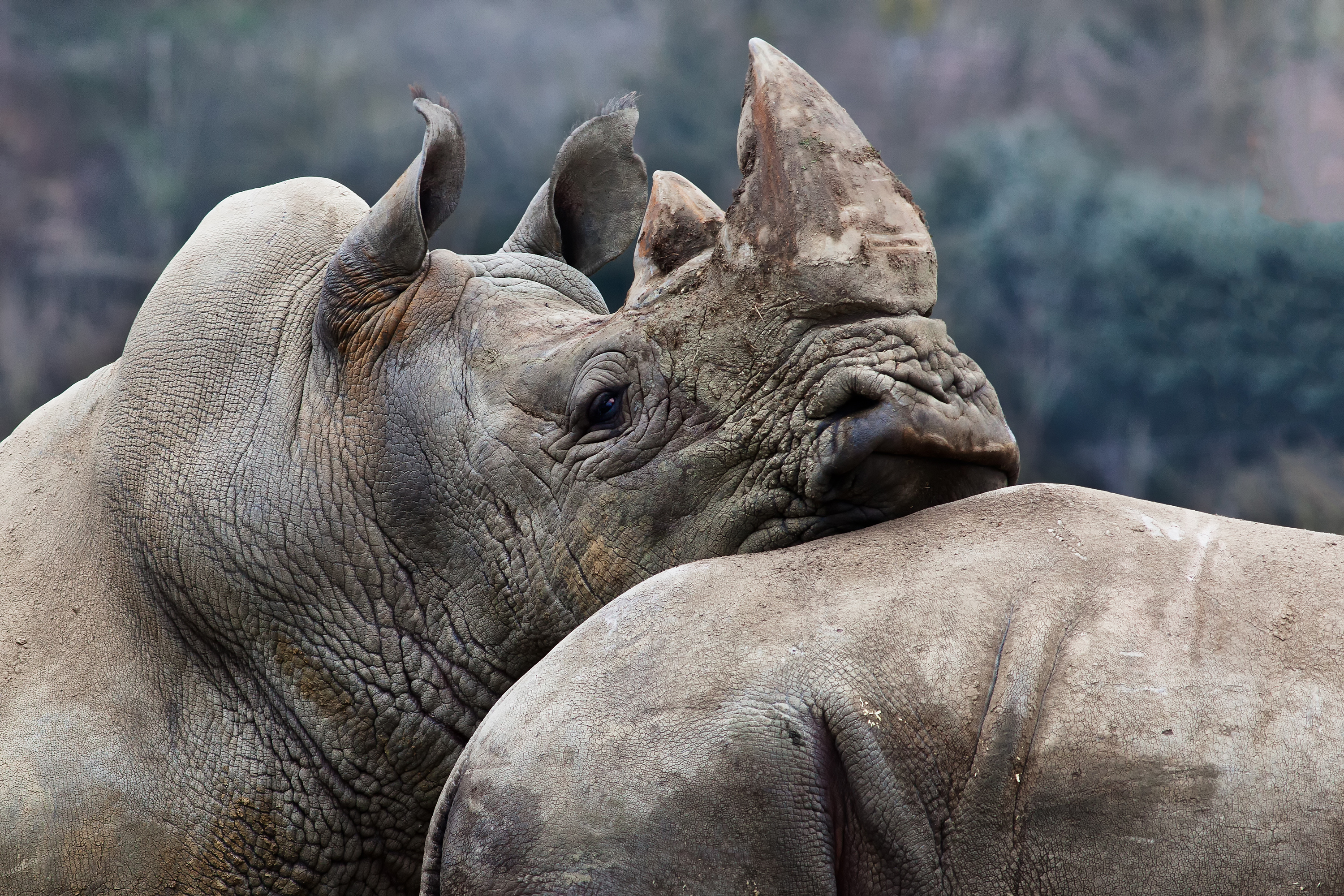
Des rhinocéros blancs.
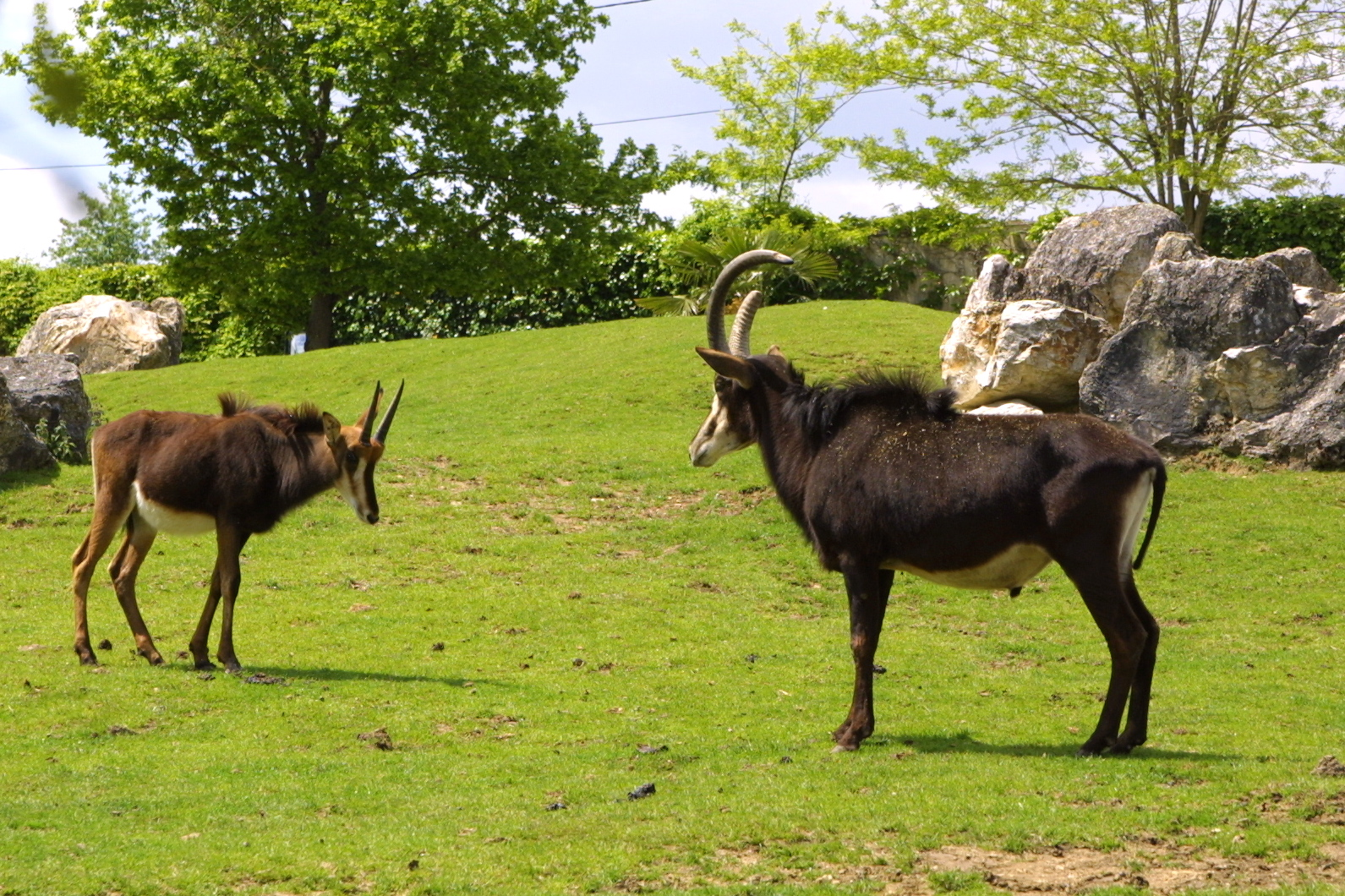
Des hippotragues noirs.
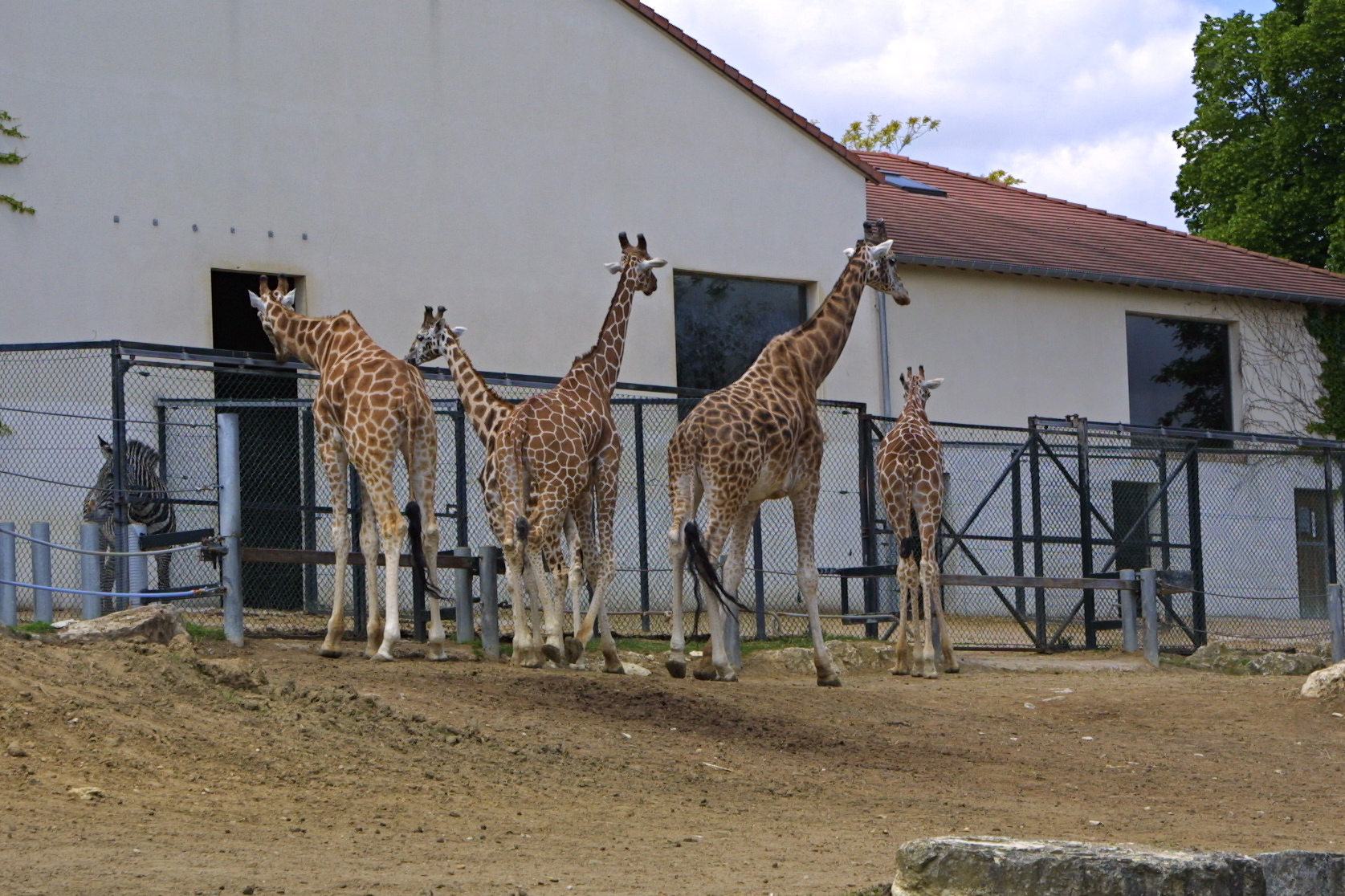
Des girafes.
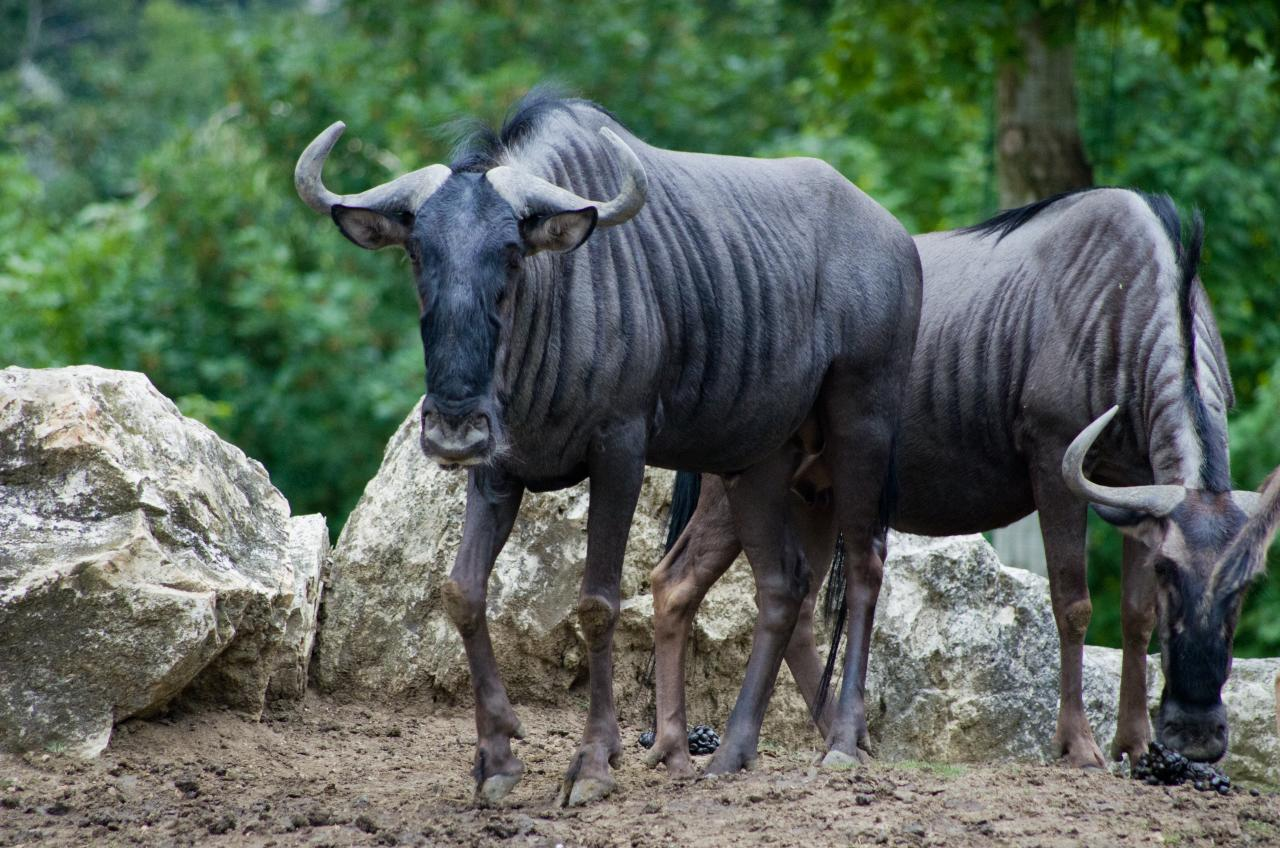
Des gnous.

### Bassin des otaries
Le bassin des otaries existe depuis 1995, mais il a été rénové en 2015 avec l'ajout d'un toboggan et d'un plongeoir. Cette même année, le zoo a présenté un nouveau spectacle avec de jeunes otaries, intitulé L'Odyssée des lions de mer.

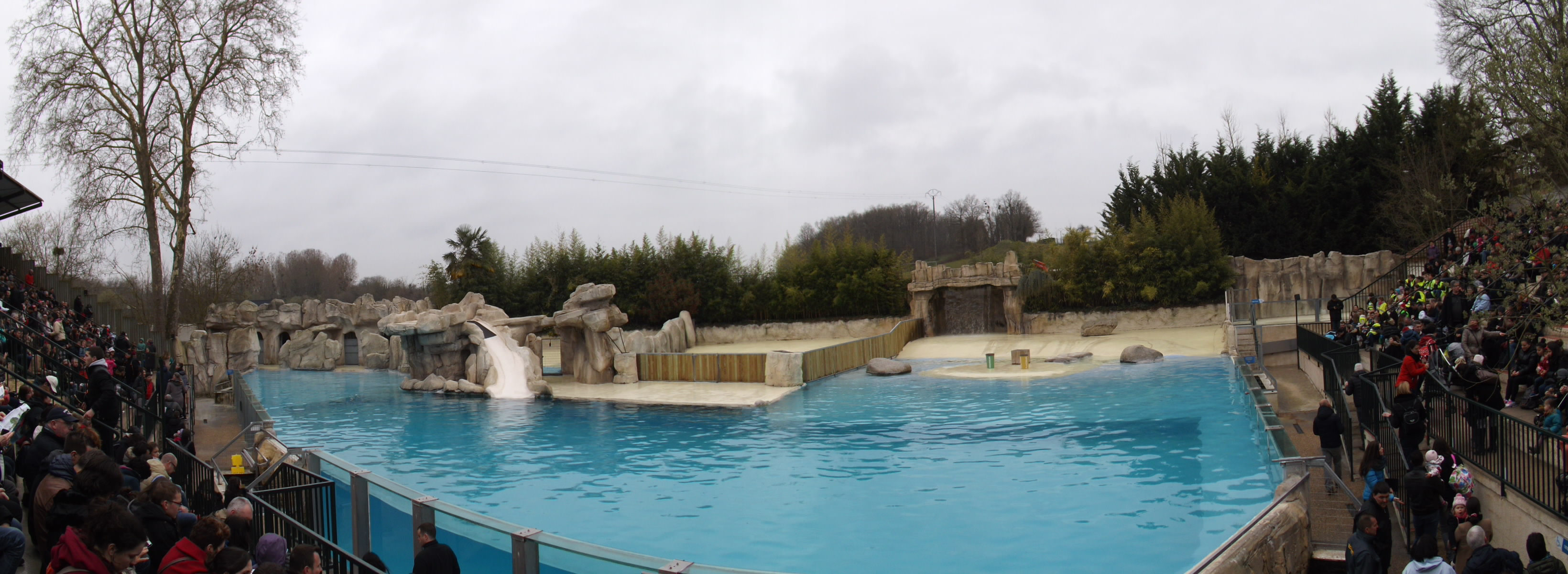
Vue d'ensemble du bassin, rénové en 2015, depuis les gradins.
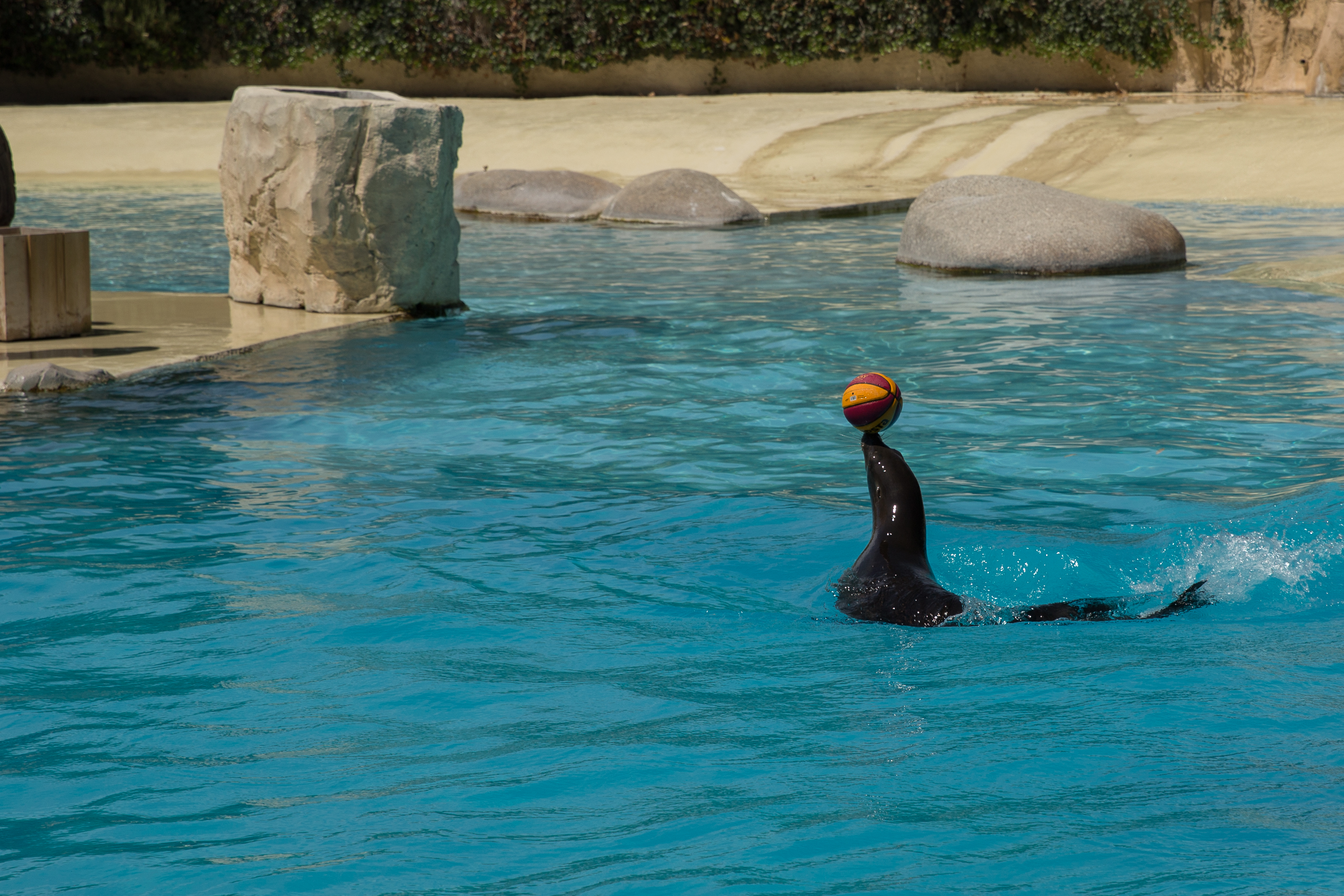
Une des otaries de Californie pendant un spectacle.

### Serre australasienne
La serre australasienne permet de découvrir, depuis 2002, la faune et la flore typique de cette écozone de l'Océanie : entre la forêt d'eucalyptus et le décor océanique sont hébergées des espèces telles que les kangourous arboricoles de Matschie et de Goodfellow, les koalas, plusieurs espèces d'iguanes des Fidji, les écureuils arboricoles de Prévost et les agames barbus. On y trouve à l'entrée des Kookaburras rieurs et des Diables de Tasmanie.
On y trouve aussi des aquariums avec des poissons multicolores des récifs coralliens d'Australie, des anémones, des oursins, des poissons-clowns, des hippocampes, des poissons chirurgien, etc.

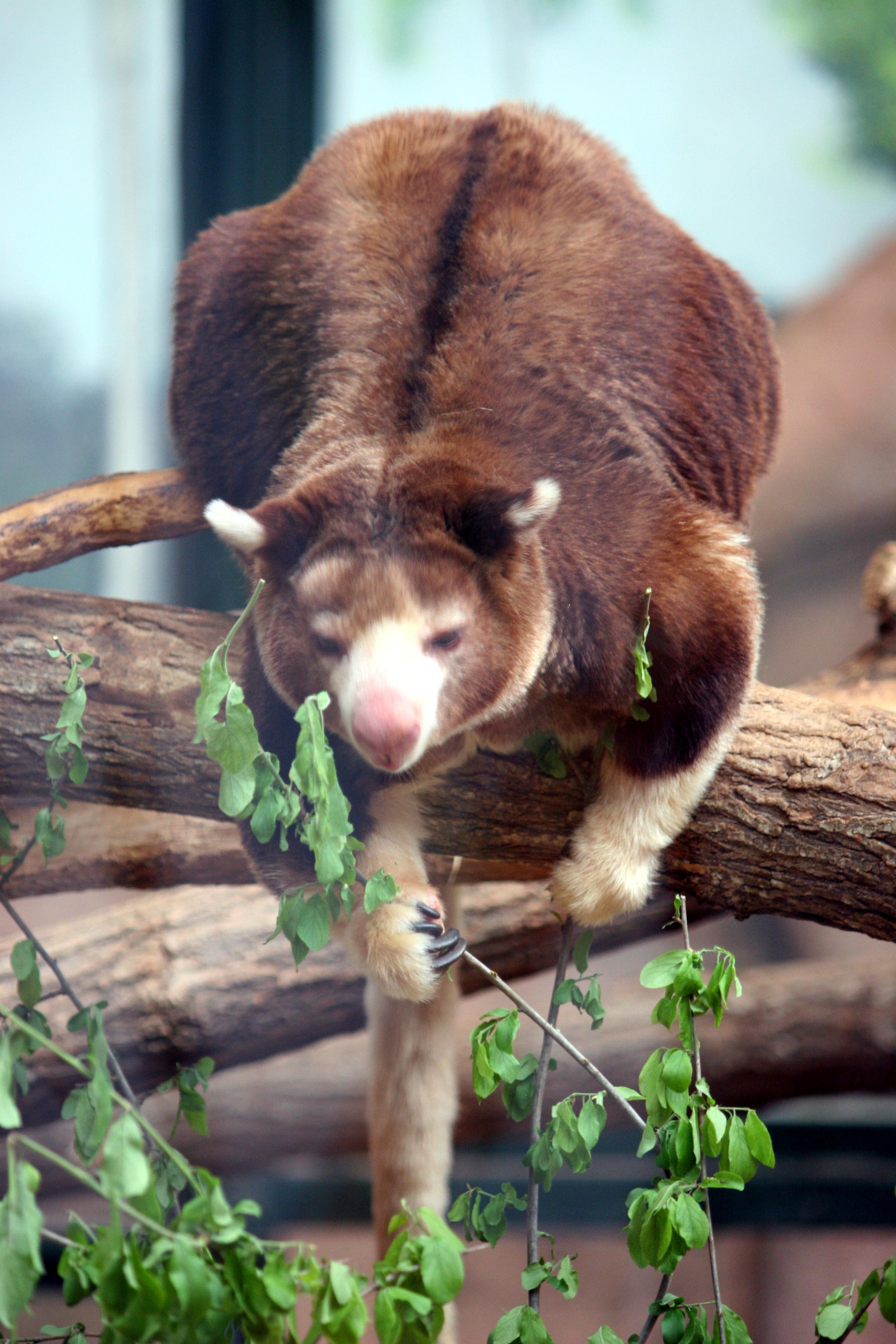
Un kangourou arboricole.
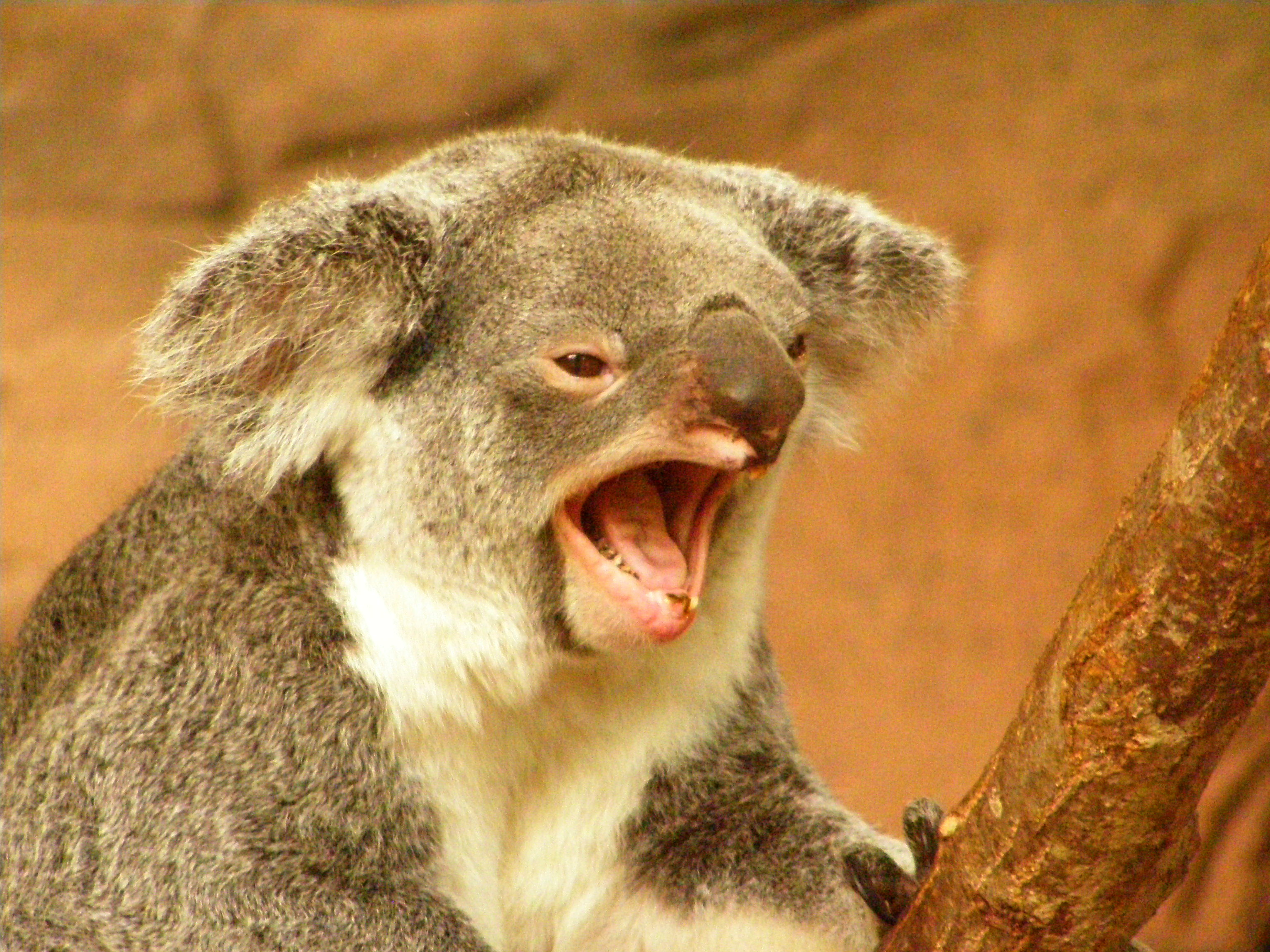
Un koala.

### Plaine panoramique des éléphants
Les éléphants d'Afrique disposent d'un enclos divisé en deux plaines et de deux bâtiments : l'un de plus de 1 500 m2 pour les femelles et leurs éventuels petits, et l'autre pour le mâle éléphant, non visible du public. Conçue en 2003, elle se composait initialement de 0,9 hectare de parc en herbe et de 0,5 hectare sableux, et incluent un bassin de 4 mètres de profondeur permettant d'immerger totalement les animaux. En 2017 le zooParc a accueilli 3 nouvelles femelles et a aménagé pour l'occasion une nouvelle plaine d'environ 1 hectare avec bassin.
En août 2012, le parc a vu naître un premier éléphanteau, un mâle prénommé Rungwe, né par insémination artificielle. .
Dans la maison des éléphants sont présentés des mangoustes naines du sud et des macroscélides à oreilles courtes (arrivés en 2017).
C'est dans cette partie que l'on trouve l'une des deux stations du nuage de Beauval.

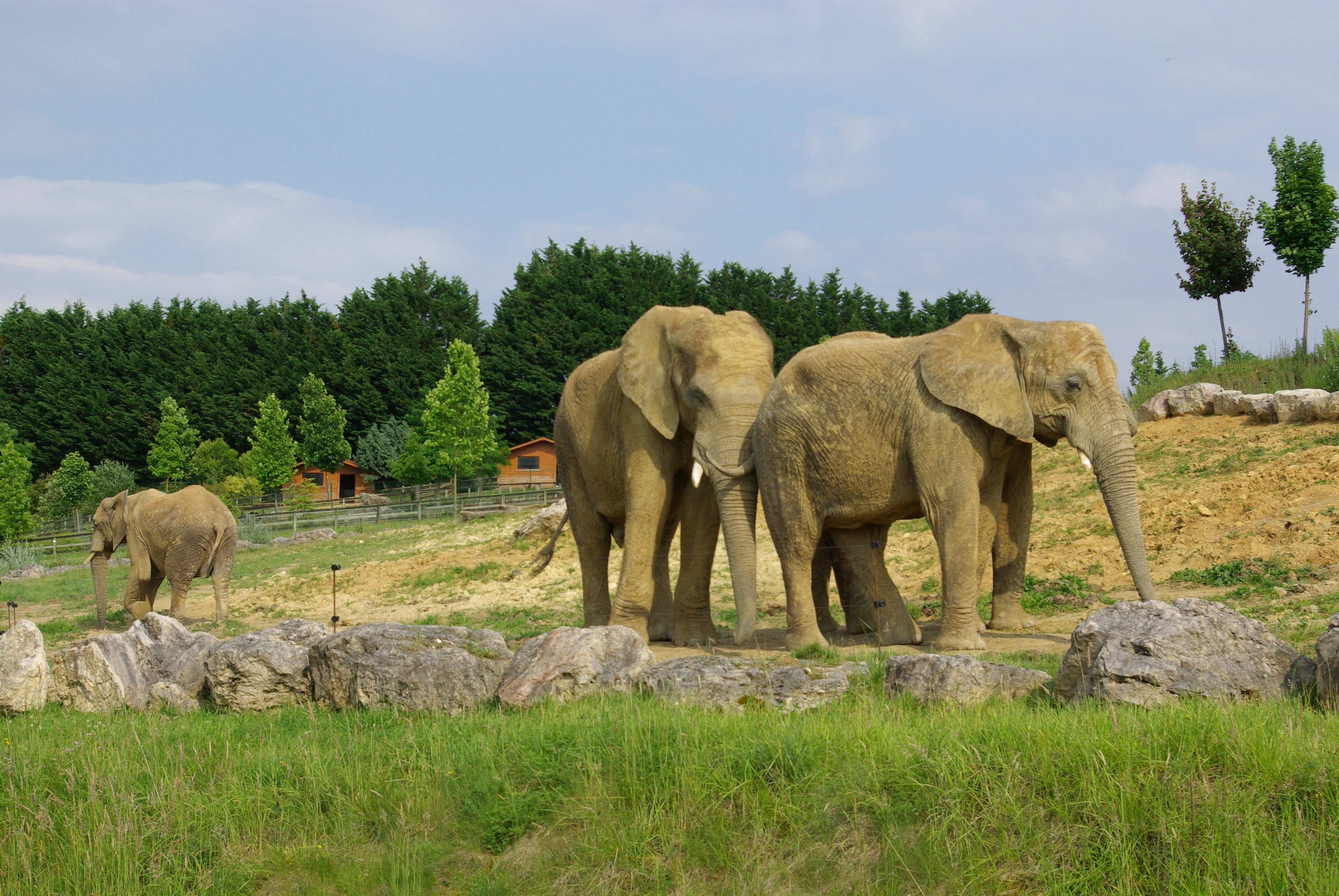
La plaine des éléphants.
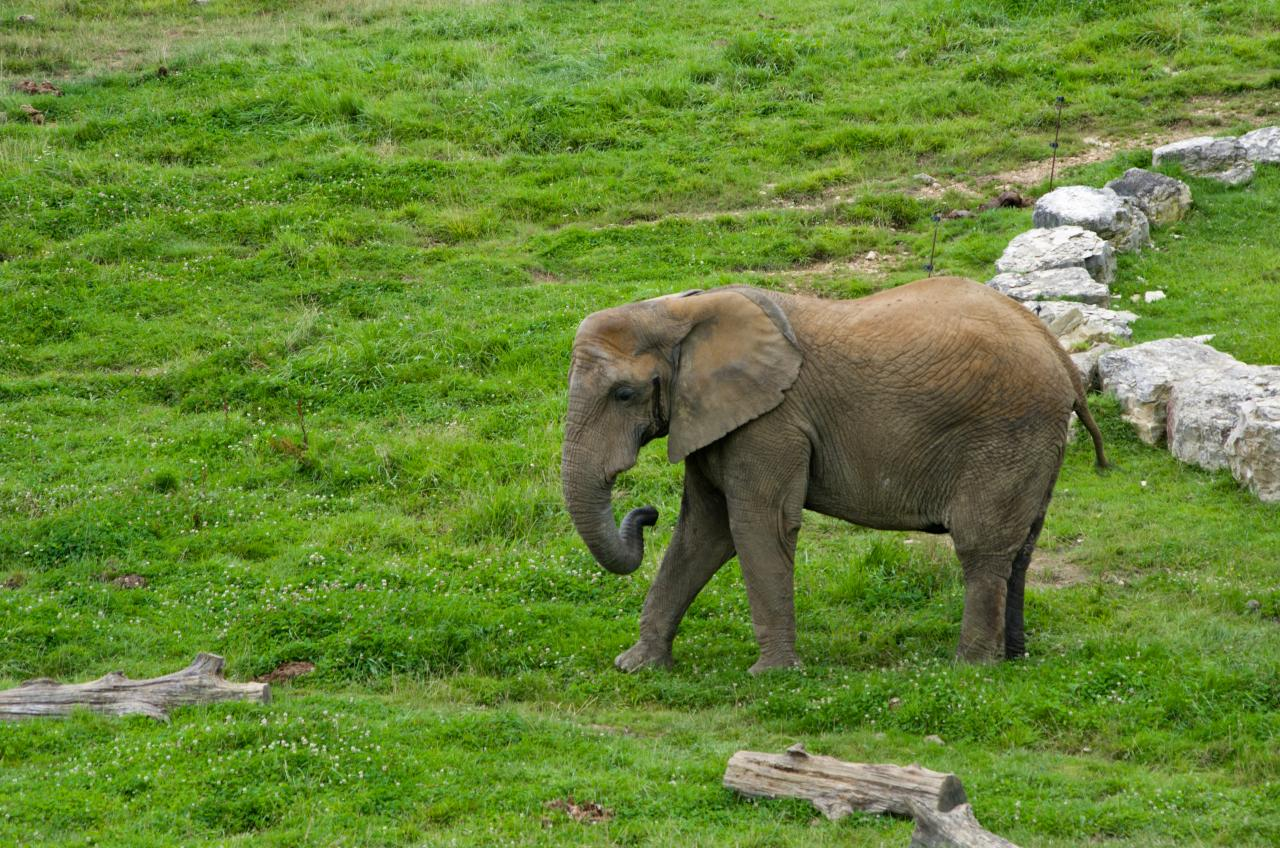
Un éléphant dans la prairie des éléphants.
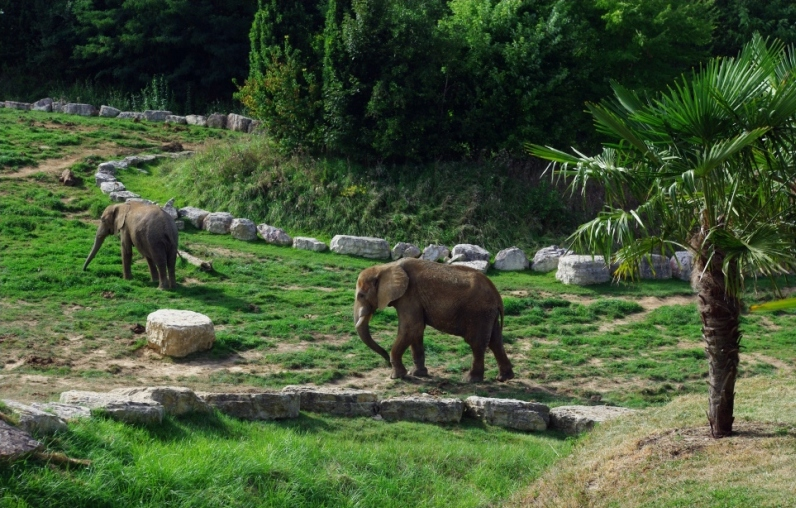
Deux éléphants dans la prairie.
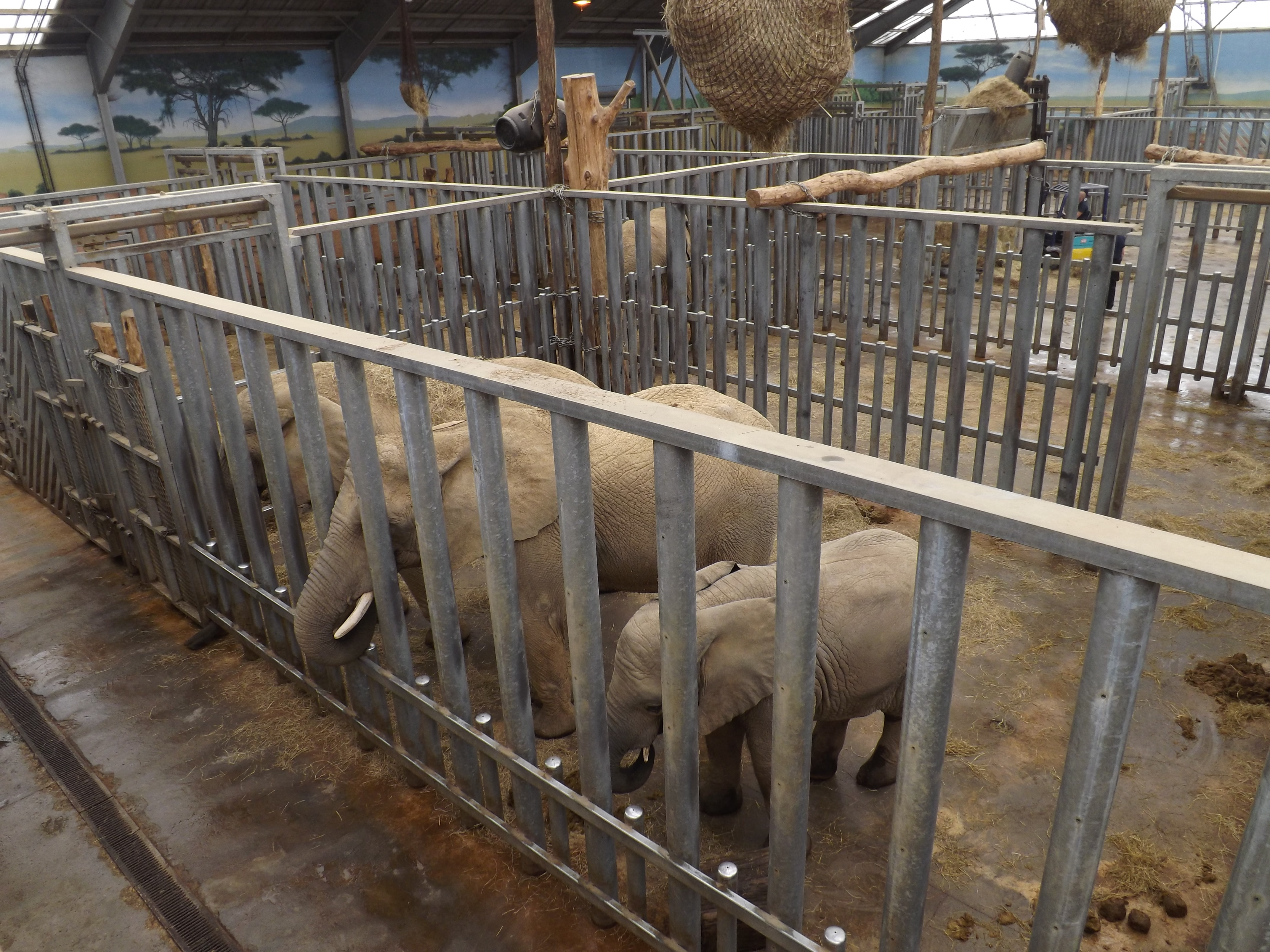
Les loges intérieures des éléphants.

### Plaine asiatique
En 2010, pour ses 30 ans, le zooParc a créé une plaine asiatique de 1,5 hectare, avec une passerelle en bois sur pilotis et une cascade glissant sur les rochers, et hébergeant une dizaine d'espèces : tapir de Malaisie, rhinocéros indiens, cerfs cochons, grues antigones, muntjacs, grues à cou blanc, cerfs axis, antilopes cervicapres, nilgauts, langurs de Hanuman, tadornes radjah et chats viverrins.

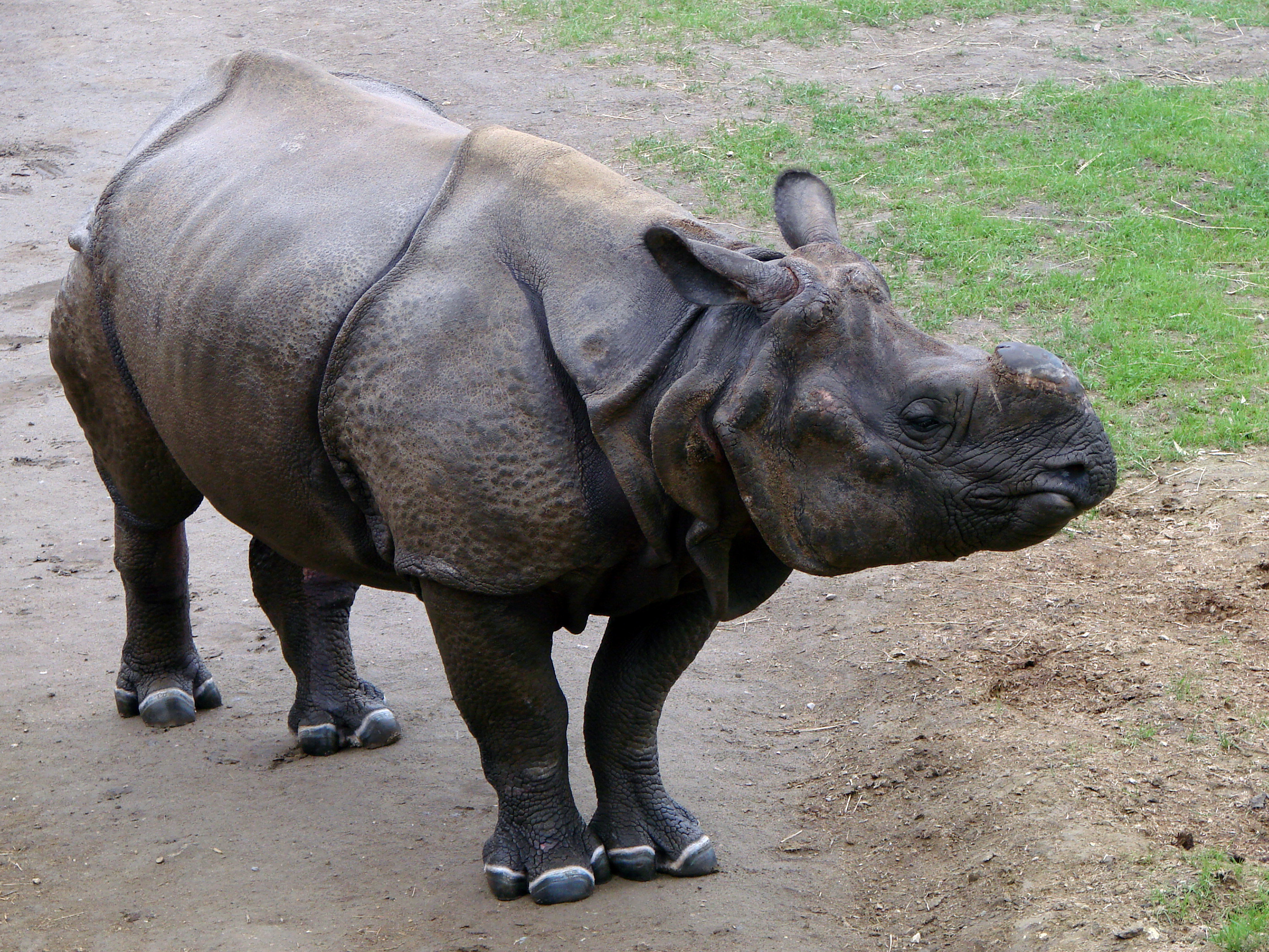
Un rhinocéros indien.
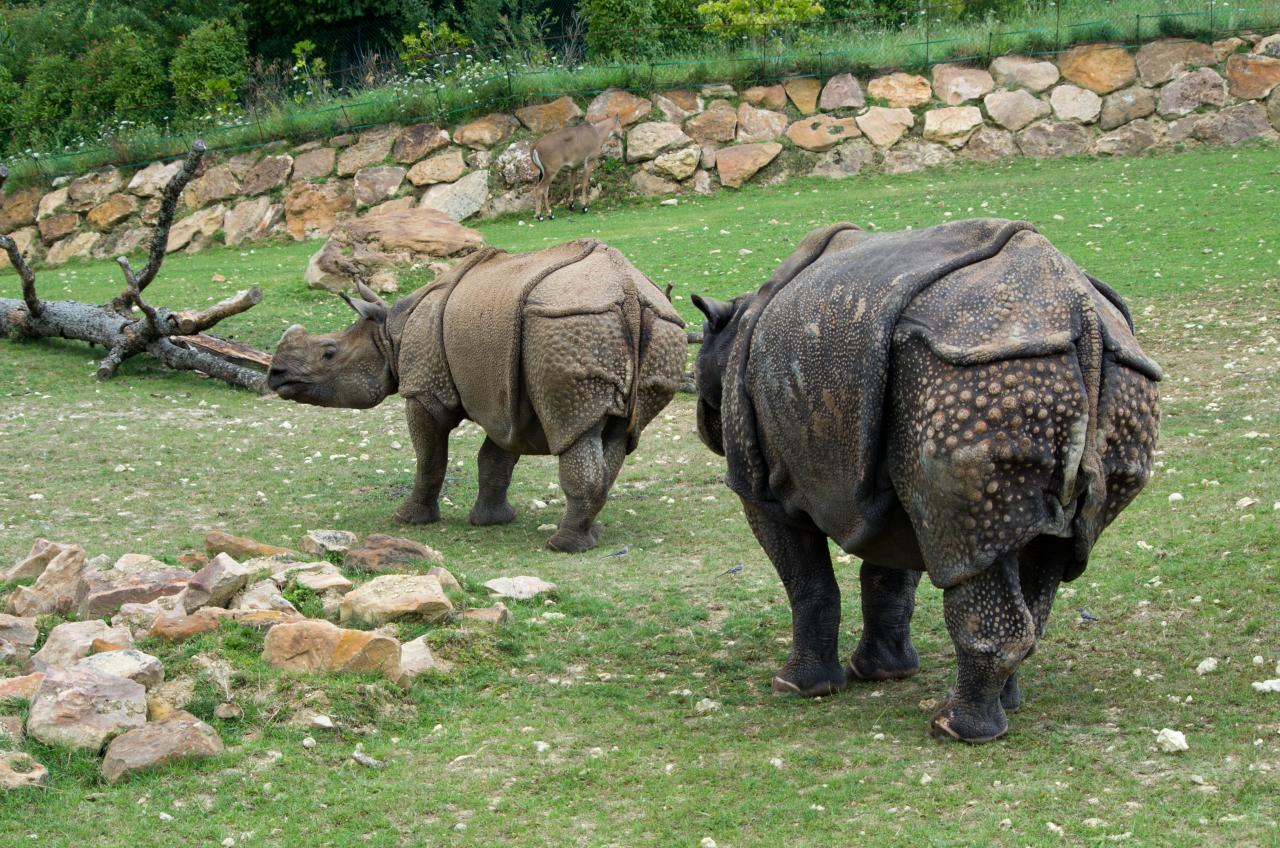
Des rhinocéros indiens.
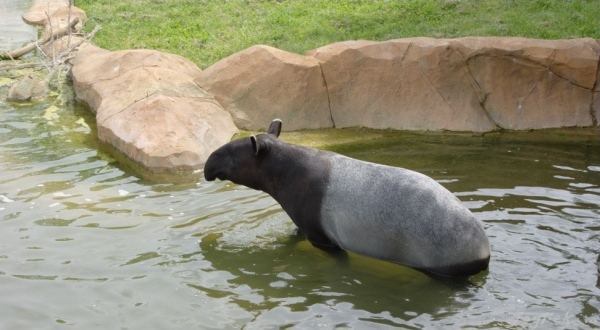
Un tapir de Malaisie.
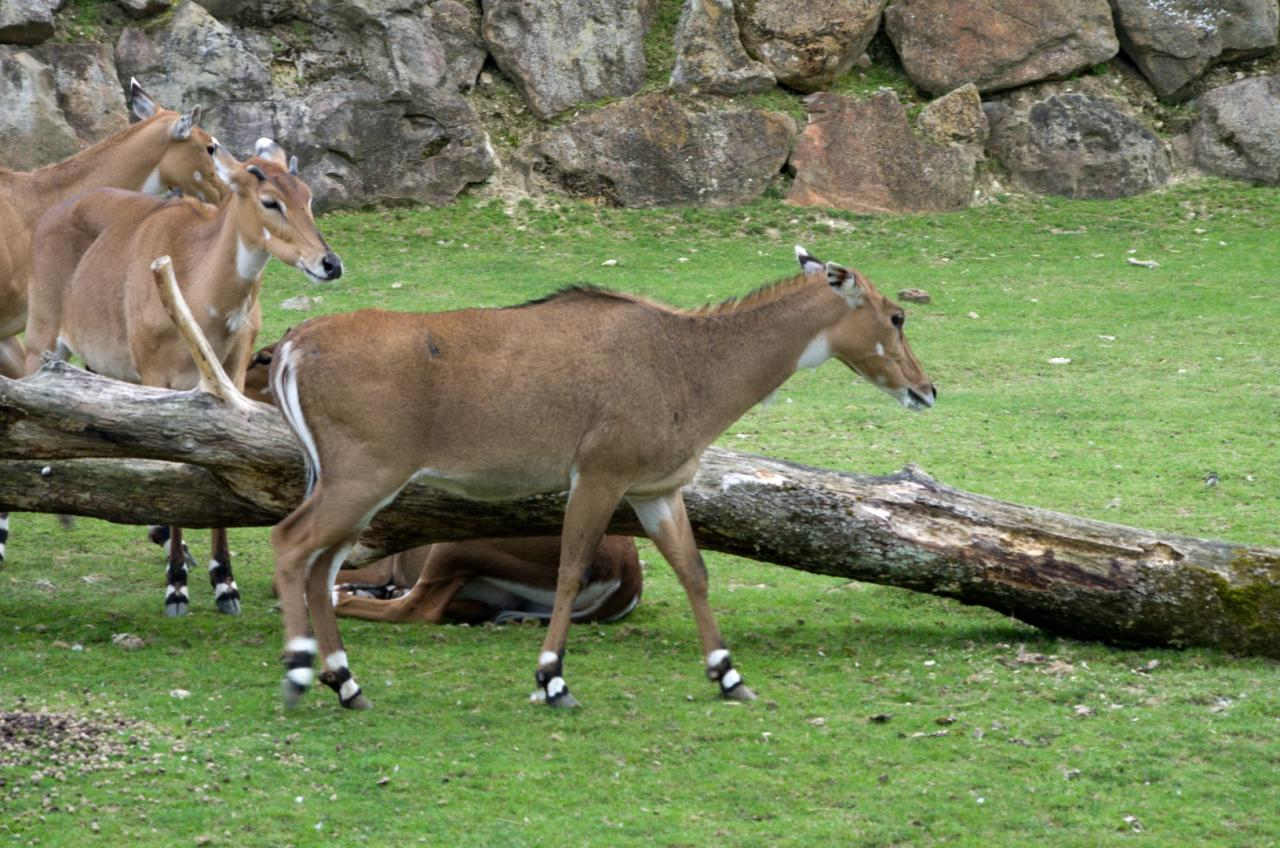
Des antilopes Nilgaut.

### Sur les hauteurs de Chine
Ce domaine de 3 hectares, consacré à la Chine, est parsemé d'éléments décoratifs typiques de ce pays. La faune qui le peuple, à savoir les takins, grues du Japon, les panthères des neiges, les pandas roux, les langurs d'Hanuman et les aigles de mer de Steller, en est tout aussi typique. Depuis 2012, le domaine présente également des pandas géants, Yuan Zi et Huan Huan, loués à la France par la Chine. Le 4 août 2017, Huan Huan donne naissance à deux petits après avoir fait l'objet d'une insémination artificielle, une première sur le territoire français. Toutefois, parce qu'il s'avère ne pas être viable, l'un des deux petits meurt deux heures après sa naissance. L'autre petit, qui survit, est provisoirement baptisé Mini Yuan Zi, en référence au nom de son père, Yuan Zi, après qu'il a pu être constaté qu'il s'agissait d'un mâle. Il a été nommé "Yuan Meng", et a effectué sa première sortie devant les visiteurs le 13 janvier 2018.

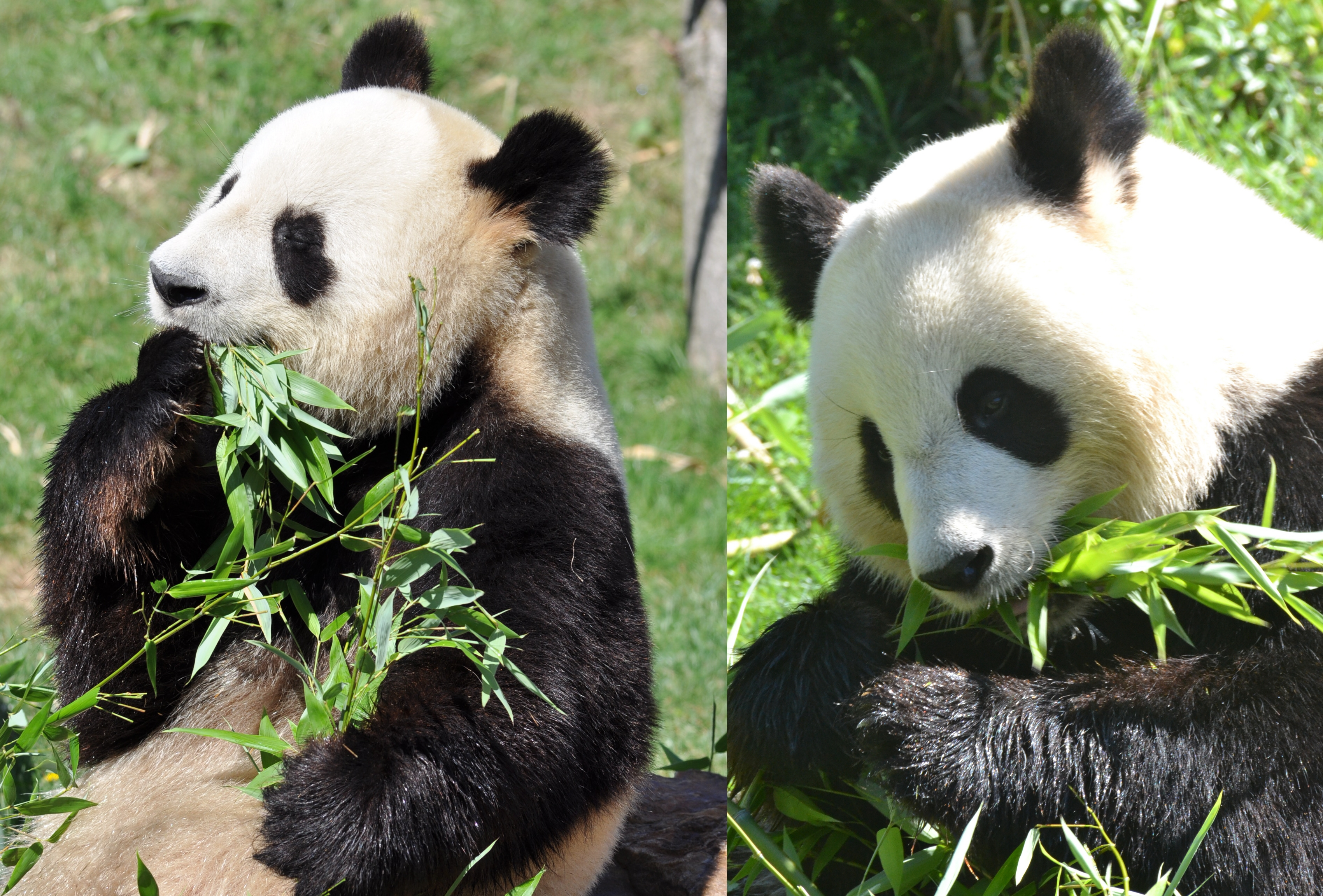
Yuan Zi et Huan Huan : les deux pandas géants du ZooParc de Beauval.
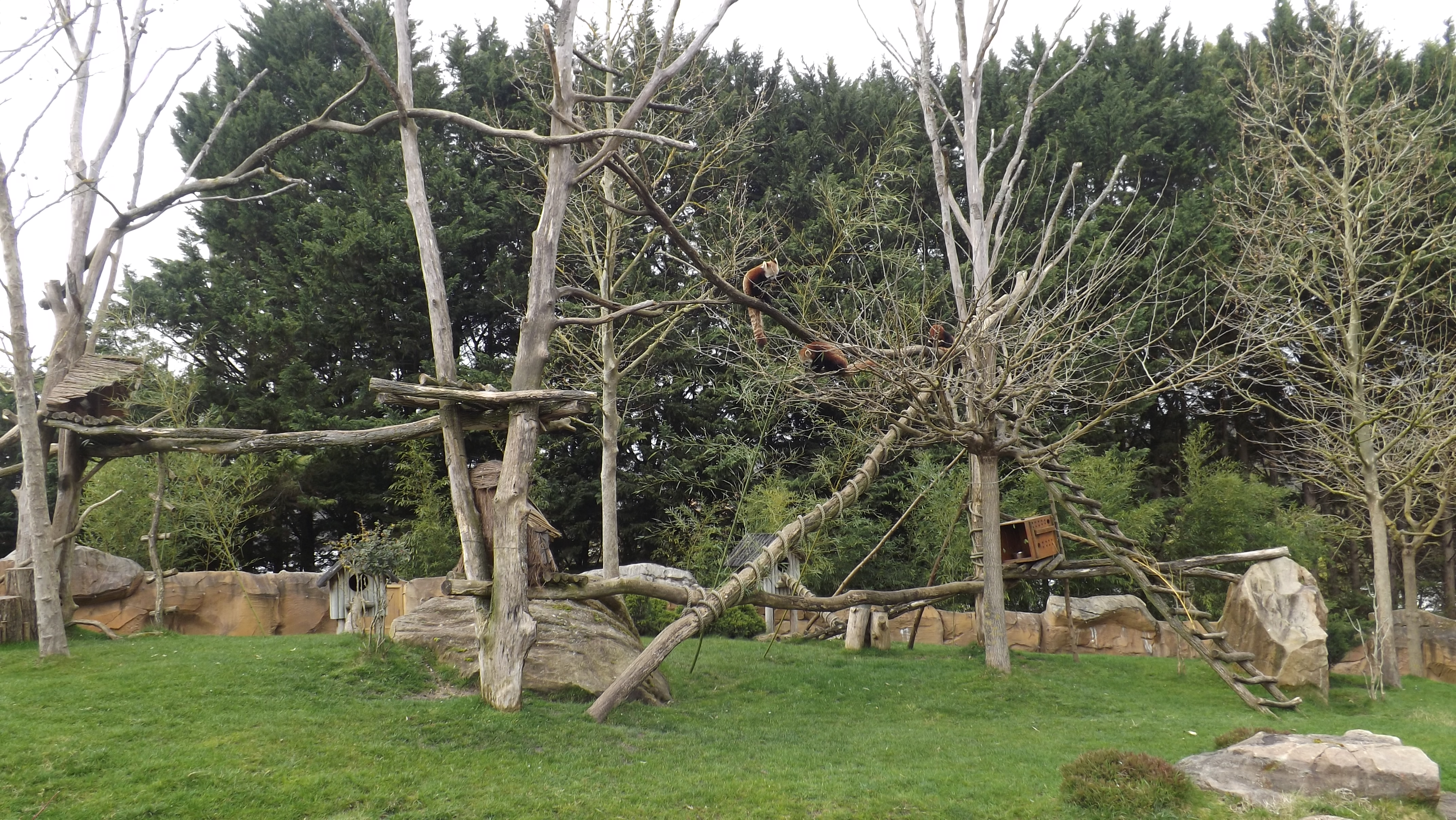
L'enclos des pandas roux.
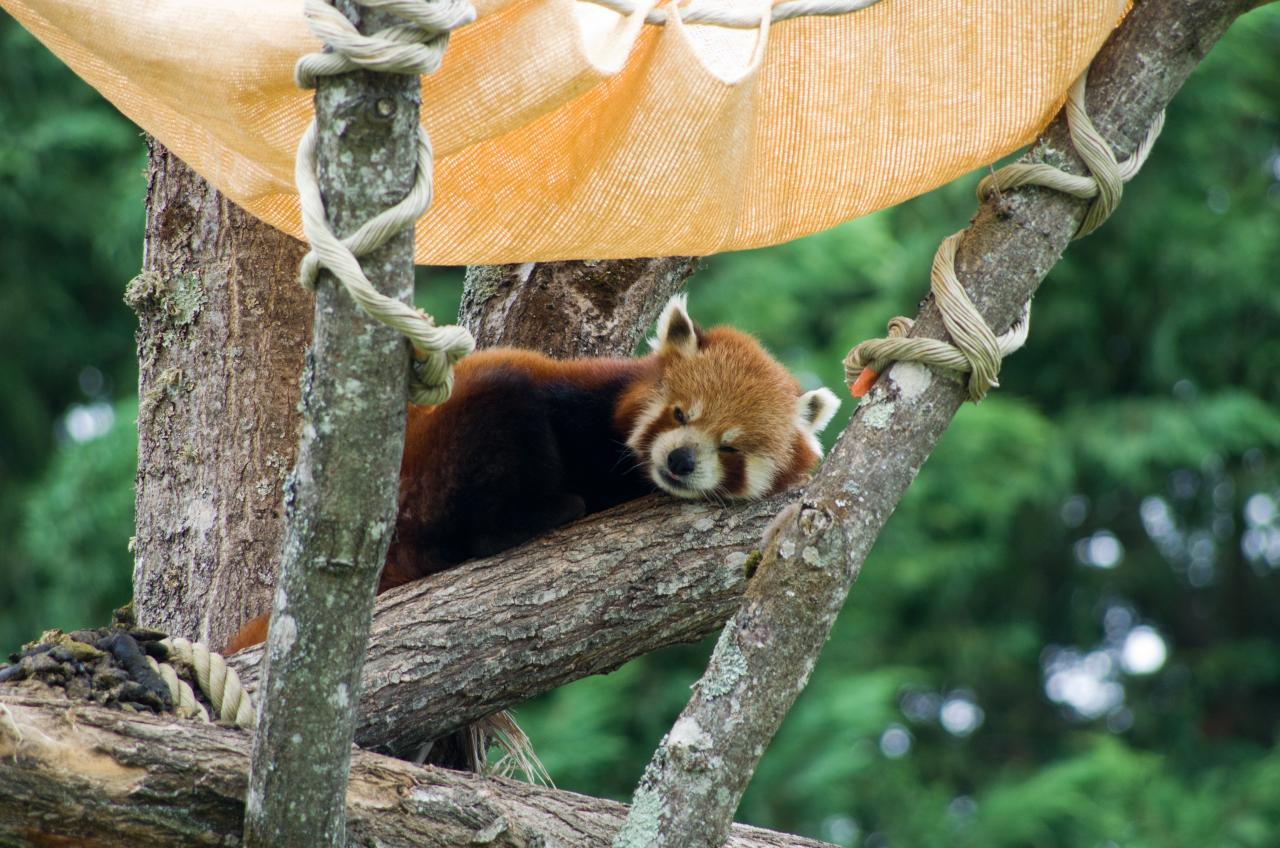
Un panda roux.
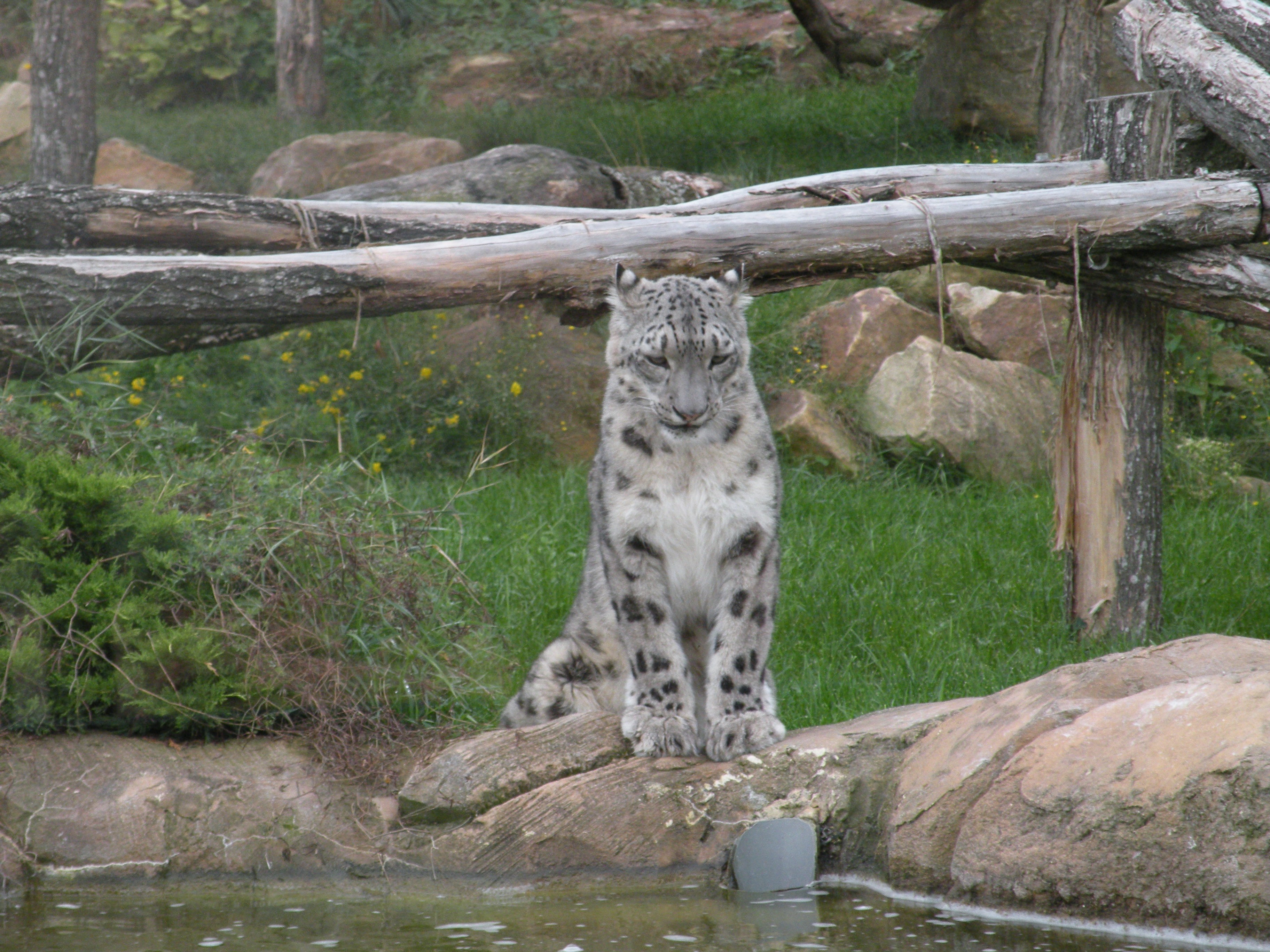
L'une des panthères des neiges.
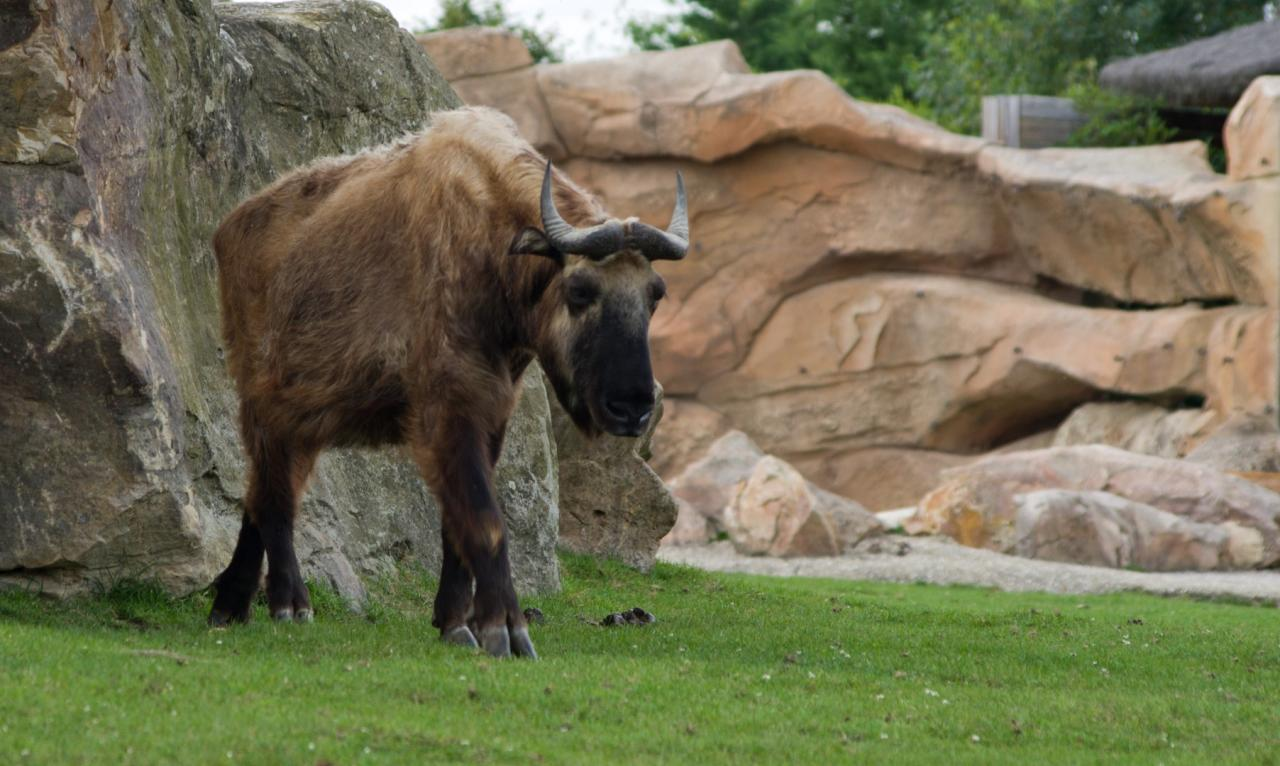
Un takin.

### Théâtre de plein air
Ce théâtre en plein air sert de décor au spectacle d'oiseaux en vol libre, inauguré en 2014. Au cœur d’un théâtre de verdure, environ 500 oiseaux évoluent au-dessus des spectateurs, rassemblés dans un hémicycle de 3 000 places. Chouettes, grues, pélicans, cigognes, ibis, perroquets, colombes et marabouts se joignent au ballet aérien des rapaces.

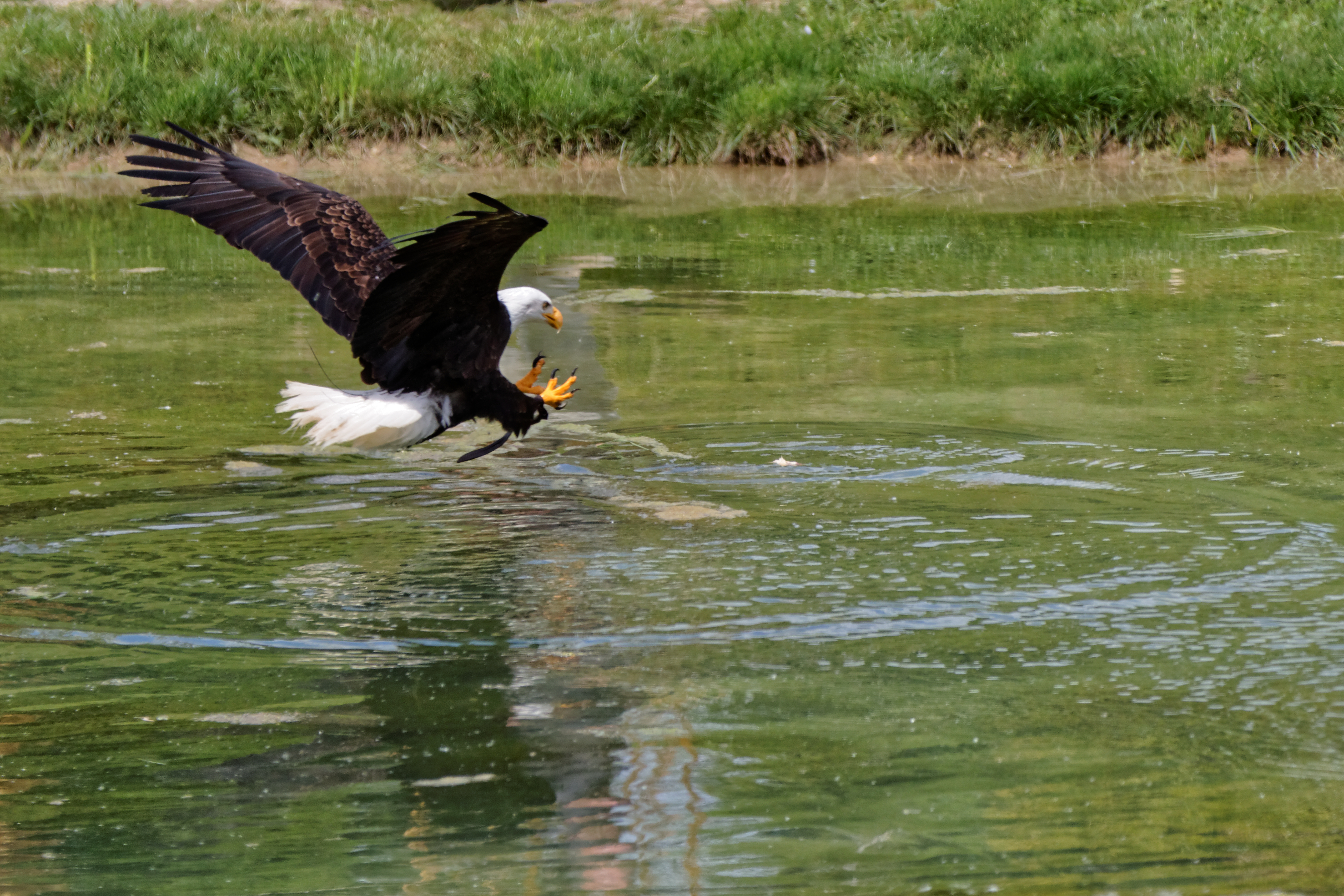
Un pygargue à tête blanche.
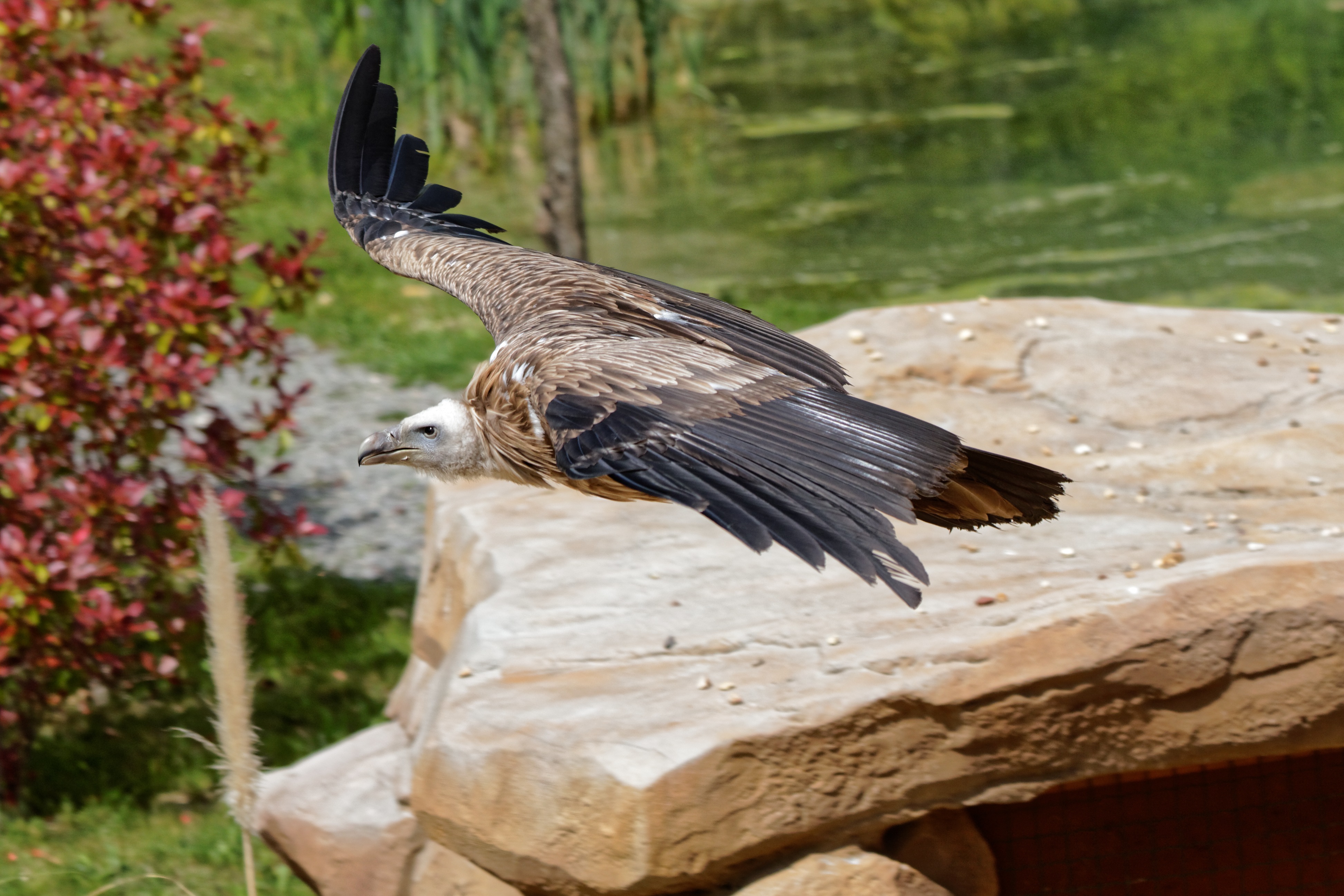
Un vautour fauve.
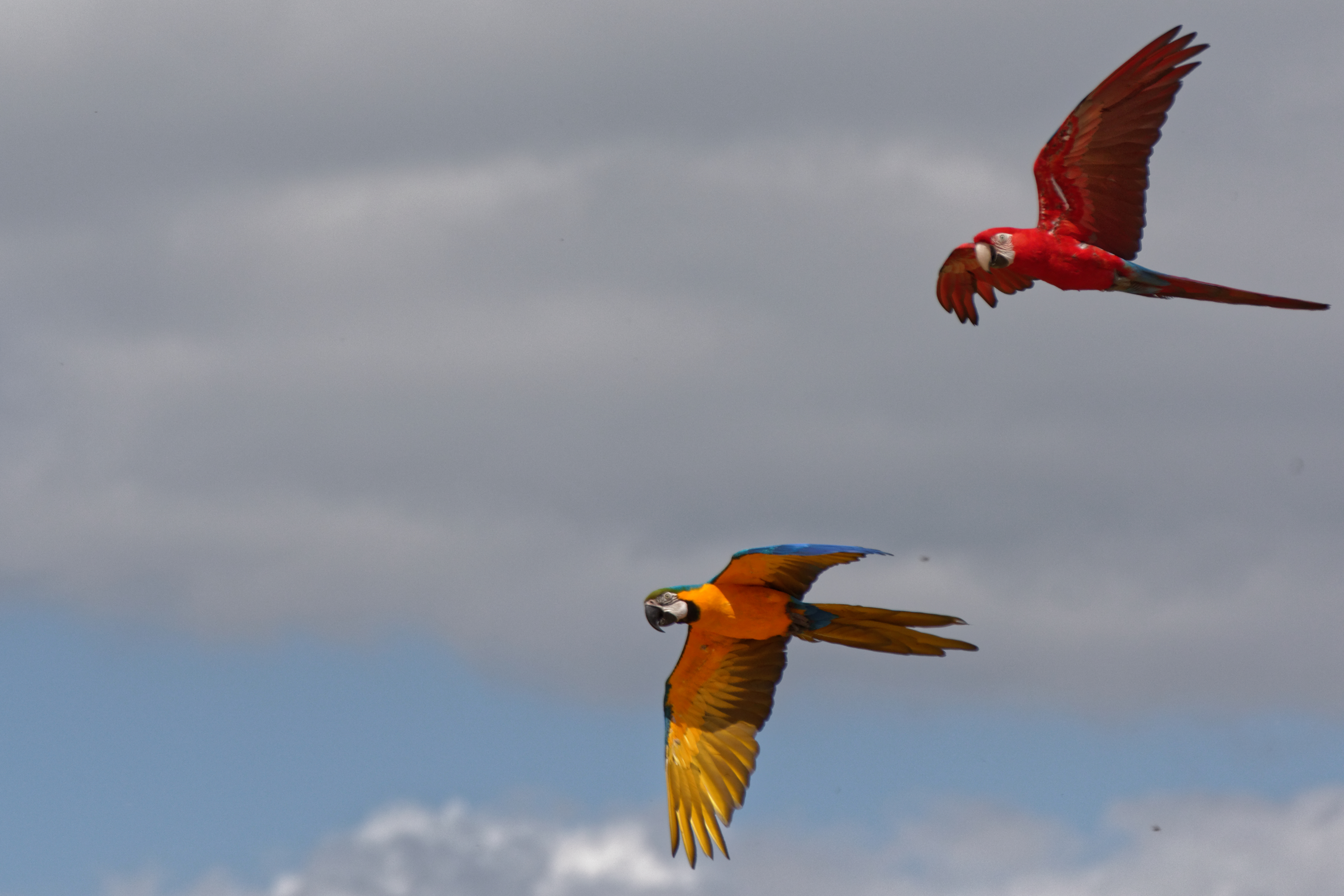
Un ara chloroptère et un ara ararauna.
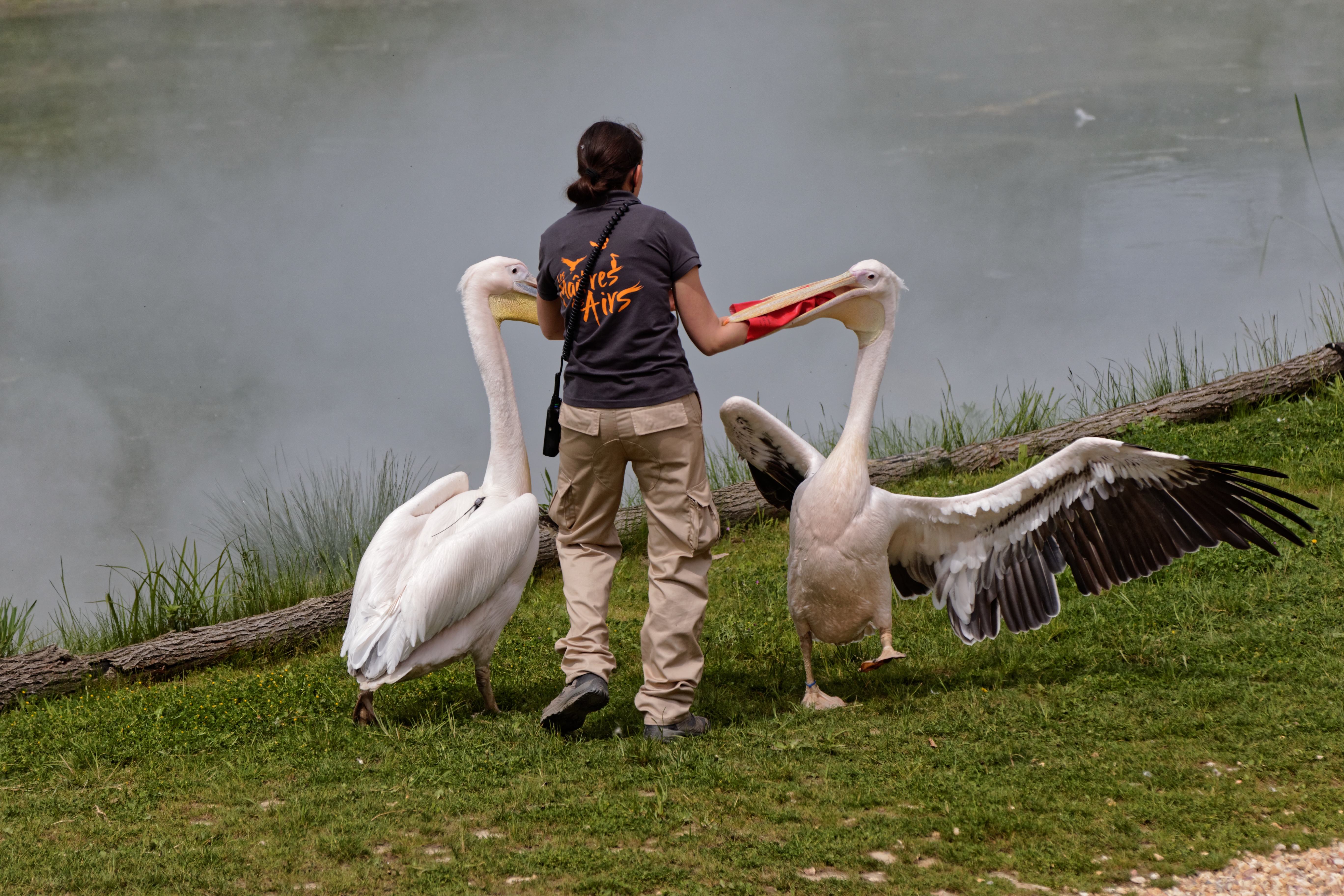
Des pélicans blancs.
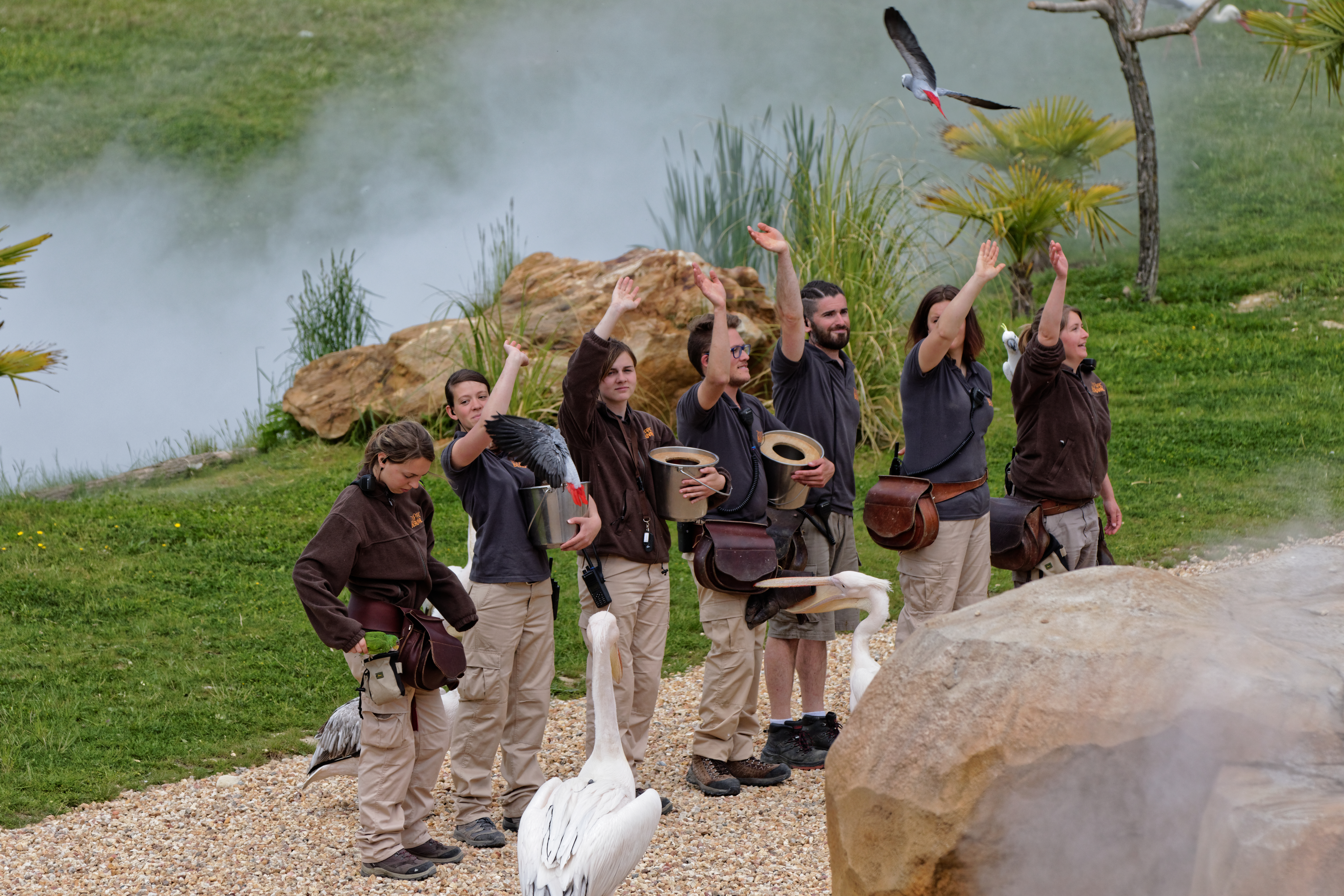
L'équipe du spectacle.

### Extension africaine

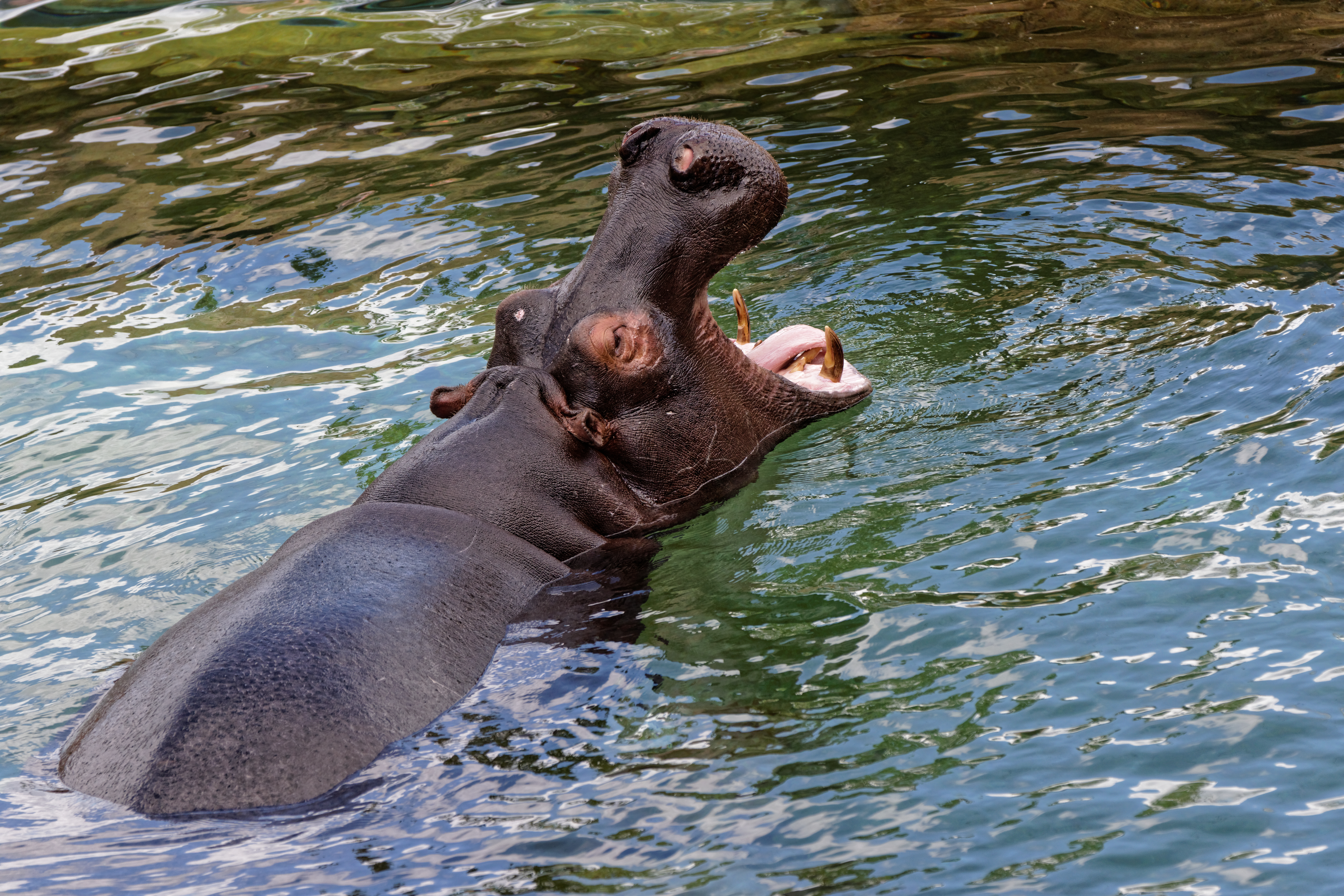
Un des trois hippopotames du parc arrivés en 2016.

En 2016, le zoo investit près de 7 millions d'euros dans la construction de La réserve des Hippopotames ; sur plus d'un hectare est recréé un marais africain avec pas moins de 150 oiseaux (cigognes d'Abdim, vautours percnoptère, pélicans, ibis, etc), un groupe de potamochères roux et des nyalas.
Cascade, baobabs, plage, le tout surmonté d'un filet de 26 mètres de haut, forment le décor de la femelle Kiwi et du mâle Kvido, arrivés en mars, et rejoint par une autre femelle, Bolinhas, en octobre. Les hippopotames amphibies sont présentés dans un grand bassin agrémenté d'une vision subaquatique de 44 mètres, dont 22 mètres d'un seul tenant. Afin de permettre une observation la meilleure qui soit pour les visiteurs, leur bassin est filtré par une pompe permettant une filtration de l'eau très rapide, de sorte à la garder propre en permanence. Les hippopotames du zoo sont arrivés dans le cadre du programme d'élevage européen EEP, le parc espère donc une reproduction de ces mammifères.
En 2017 ouvre La Terre des lions dans une extension de 1 hectare non loin des hippopotames. Cette nouveauté comprend un enclos pour lions d’Afrique de 5 250 m2, que les visiteurs peuvent découvrir par de nombreux points de vue dont un tunnel traversant l'enclos. À côté des lions a été aménagé un enclos pour suricates adjacent à un enclos de 1 450 m2 pour lycaons. Cette nouvelle zone comprend aussi une aire de jeux et un point de restauration (Le Serengeti). Elle accueille également des rats-taupes nus (uniques en France), et divers reptiles (pythons d'Angola, cordyles du Mozambique, fouettes à queue cornée...).
C'est dans cette partie que l'on trouve l'une des deux stations du nuage de Beauval.

### Dôme équatorial
Le 8 février 2020, le zoo ouvre au public un dôme équatorial de 38 mètres de haut, avec plus d'un hectare pour deux heures de visite et près de 25 000 animaux de 200 espèces. Le dôme est conçu de manière que le visiteur fasse le tour de l'équateur : Amérique du Sud, Afrique, Madagascar et Océanie.
Le dôme comporte un système lui permettant de garder un environnement tropical, avec notamment une température de 26 à 28 °C et 95 % d'humidité tout au long de l'année. Grâce à cela, il peut accueillir plus de 3 000 végétaux tropicaux dans un environnement adapté. À l'intérieur du dôme, 19 bassins et aquariums, 17 cascades avec au total 3 millions de litres d'eau et environ neuf volières sont présents.
Le dôme accueille ainsi des lamantins des Caraïbes dans le plus vaste enclos de lamantins en Europe, pour le plus grand groupe d'Europe. Les lamantins partagent leur immense bassin avec leurs anciens camarades de la serre des lamantins : pacu, arapaima et podocnémide géante.
D'autres espèces de Beauval ont déménagé dans le dôme : alligator albinos, tortues géantes d'Aldabra, anaconda, etc. Mais le zoo-parc accueille aussi désormais les espèces suivantes : saimiris, tamandua, roussette de Rodrigues, tamarin lion doré, loutre géante, hippopotame pygmée, axolotl, scorpion, crapaud mousse, grenouille, dragon de Komodo, gecko, piranha, tomistomas, caïman nain de Cuvier, etc. Il accueille aussi une multitude d'insectes et près de 24 000 poissons. En liberté dans le dôme, volent de nombreux oiseaux : ibis rouge, spatule blanche, spatule rosée, perroquet, etc.
Le dôme possède aussi une vingtaine d'espèces uniques en France, dont des harpies féroces.

### Le nuage de Beauval

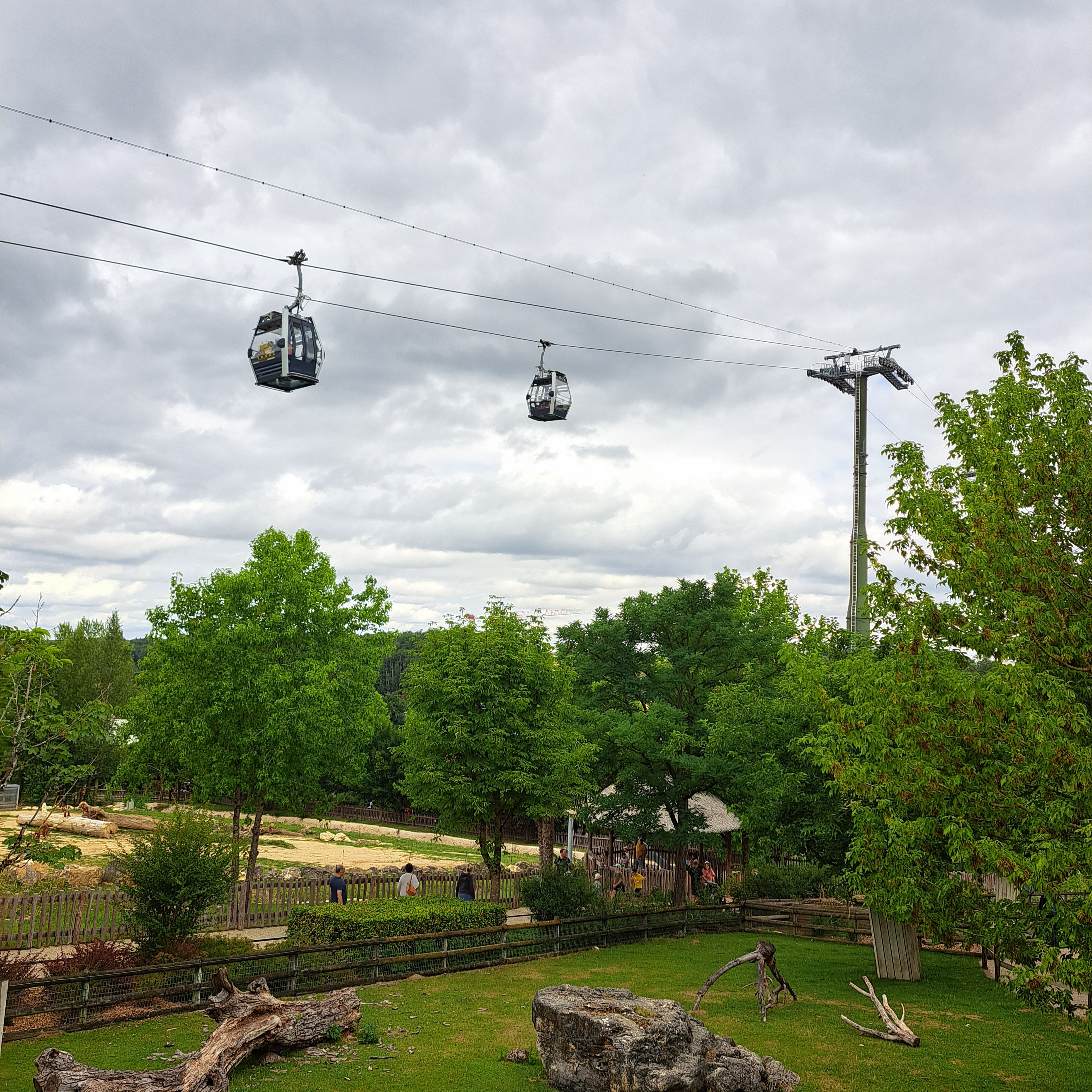
Télécabine Poma du zoo de Beauval.

Le nuage de Beauval est une des nouveautés de l'année 2019. Il s'agit d'une télécabine qui relie deux zones majeures du parc : le territoire des éléphants et la terre des lions. Son parcours s'étend sur près de 800 mètres, à environ 40 mètres de haut. La télécabine est issue du constructeur Poma.

### La grande volière sud-américaine
En avril 2023, le parc ouvre la plus grande volière d'Europe qui s'étend sur près de 2 hectares. Ce nouvel espace accueille de nombreuses espèces d'Amérique du Sud : Flamants roses, Coati roux, Tamanoir, Ibis rouge, Atèle de Colombie, Singe hurleur roux...

## Hébergements et restauration

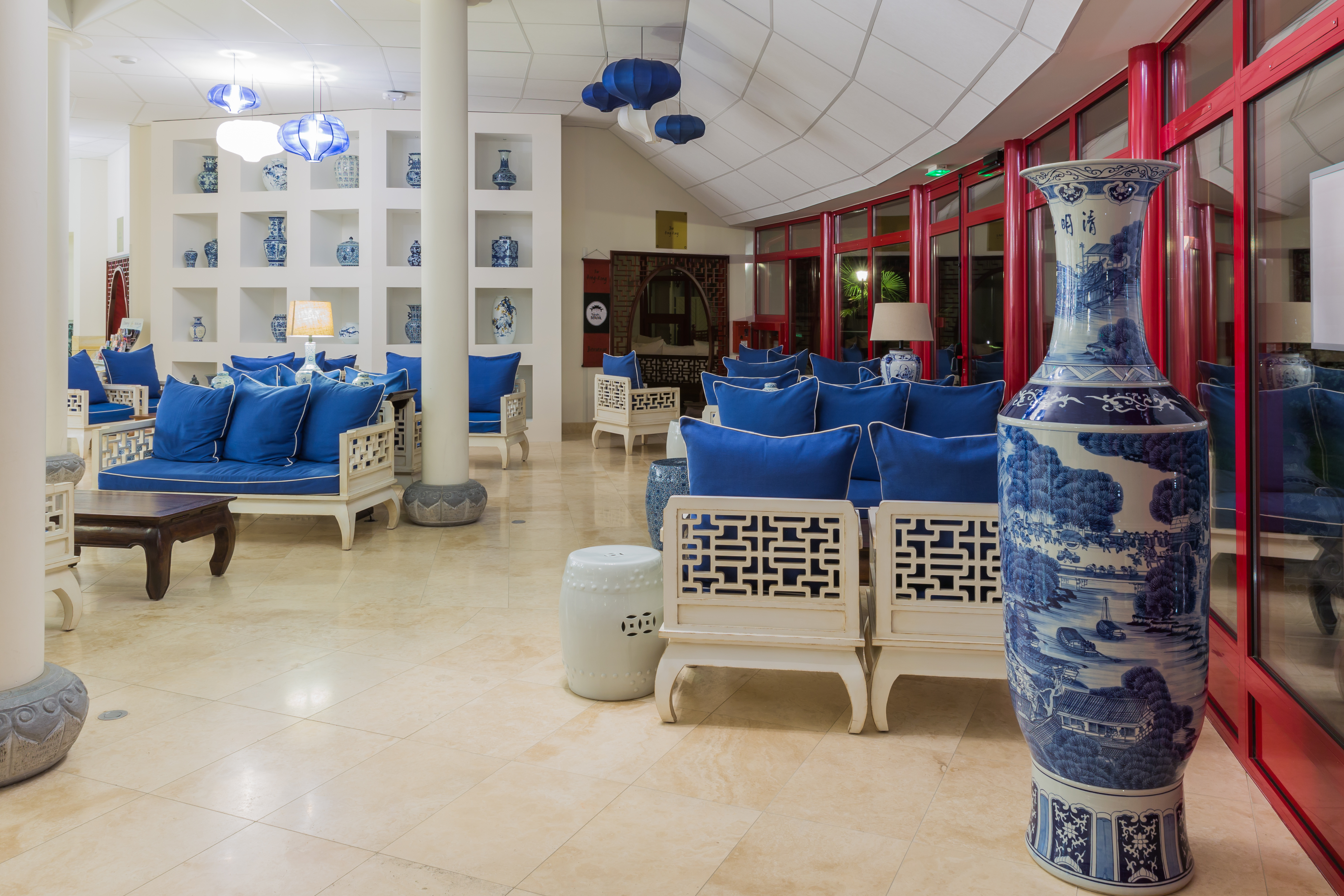
Le hall d'accueil de l'hôtel Les Pagodes de Beauval.

Le zooParc de Beauval propose une offre hôtelière conséquente avec cinq structures d'hébergement : une résidence hôtelière, les Hameaux de Beauval (depuis 2014, 17 appartements, 80 lits) et quatre hôtels 3 étoiles, les Jardins de Beauval (depuis 2008, 112 chambres), les Pagodes de Beauval (depuis 2015, 127 chambres), les Hauts de Beauval (depuis 2018, 124 chambres familiales) et les Rivages de Beauval (depuis 2023, 138 chambres).
La résidence hôtelière a été installée dans les locaux de l'ancienne gendarmerie de Saint-Aignan, entièrement rénovée. Elle est ainsi située rue Maurice Berteaux, dans le centre-bourg, à 4 km du zoo. Les deux premiers hôtels sont quant à eux situés sur un même site, à 1 km de l'entrée zoo.
L'ensemble de ces structures emploie 45 salariés permanents, et près de 150 saisonniers.
Le parc compte par ailleurs 17 points de restauration.

## Protection de la nature

### Conservation des espèces
Le service conservation est composé de trois personnes : le directeur science et conservation et deux assistants. Ce service défend trois grandes missions : la gestion de la collection animale, la gestion de l’association Beauval Nature et l’organisation de conférences et des événements.

#### Conservationex situ

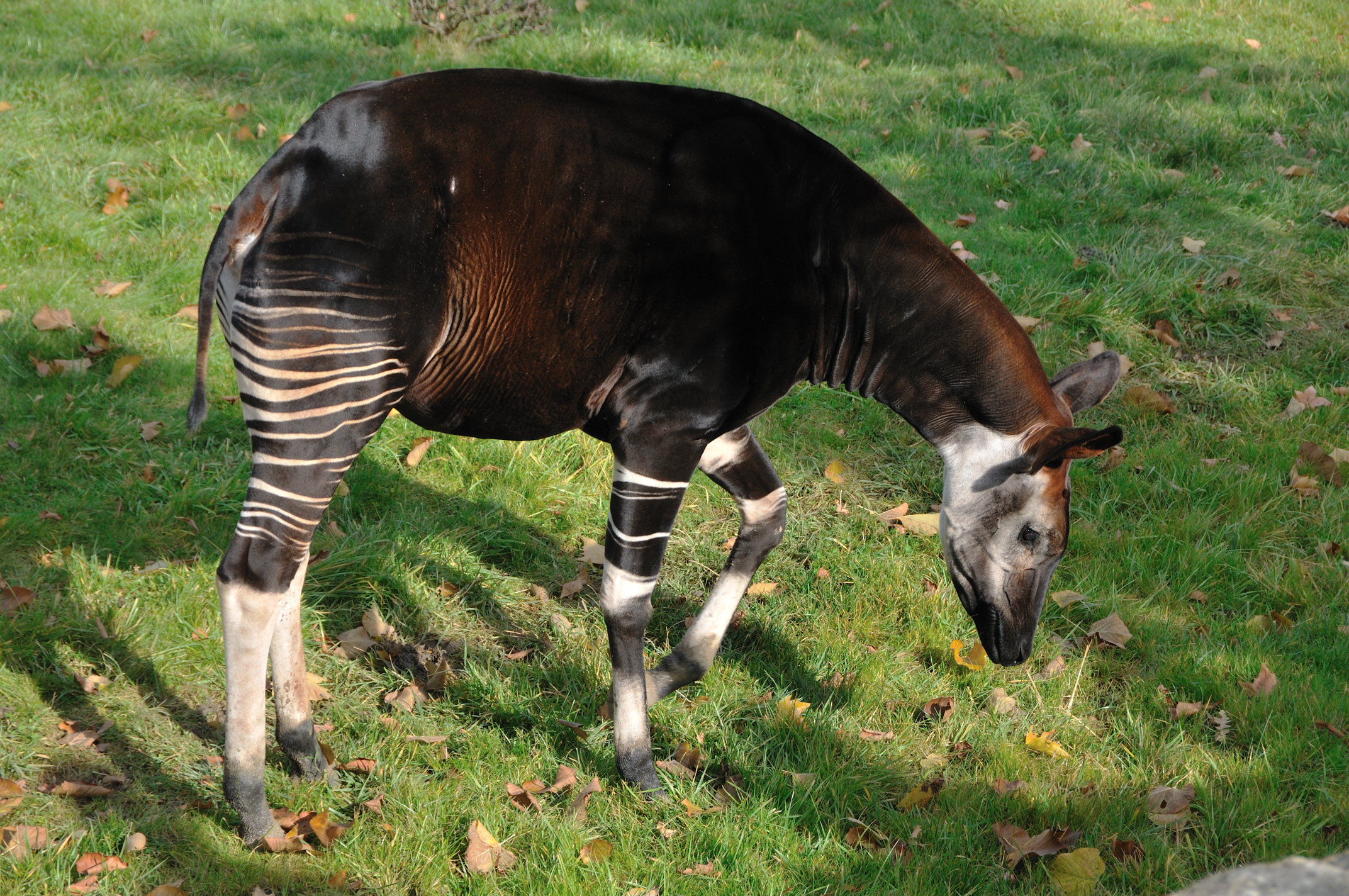
Un okapi, espèce menacée.

Le zoo est coordinateur de trois programmes européens pour les espèces menacées (EEP) : cacatoès des Philippines (en danger critique d'extinction), calao rhinocéros (quasi menacé) et cacatoès noir (préoccupation mineure).
Beauval collabore également à d'autres EEP dont notamment ceux consacrés aux espèces suivantes : gypaète barbu, tapir terrestre, okapi, kangourou arboricole, lémur aux yeux turquoise, dragon de Komodo ou encore lamantin des Antilles.
Le zoo de Beauval possède une banque de sperme d’éléphant dont le projet avait été initié en 2009.

#### Conservationin situ
Pour défendre le développement durable du zoo de Beauval, l’association Beauval Nature a été créée en 2009 pour développer et soutenir des actions de conservation pour préserver la biodiversité. Il est également possible pour les visiteurs de soutenir le zoo grâce aux parrainages d'animaux.
En 2015, il existe trente programmes de récoltes de fonds maintenus dont 5 nouveaux programmes. Grâce à ces récoltes de fonds, l’association Beauval Nature réintroduit des animaux en Afrique mais elle défend aussi les animaux, par exemple, elle est intervenue en juin 2012 avec « Urgence Okapis » (attaque d’une réserve d’okapis, 14 okapis morts et 6 personnes de l’association), Beauval a reçu 2 157 € de dons.
Le zoo a réintroduit sept ânes sauvages de Somalie, deux zèbres de Grévy et deux oryx beïsa en 2009 ainsi que deux oryx beïsa femelles en 2015 et des petits koudous, dans un sanctuaire à Djibouti,. Deux langurs de Java ont également été réintroduits en 2017. Des gorilles des plaines de l'ouest en 2019 au Gabon dans la région des plateaux Batéké. Cette réintroduction a été un succès puisqu'une jeune femelle est née prénommée Taàli.
En hébergeant des gypaètes barbus participant au programme d'élevage, de reproduction et de réintroduction de l'espèce coordonné par la Vulture Conservation Foundation il agit pour la réintroduction de nombreux individus, même si ceux-ci ne sont pas élevés par ce zoo. En 2024 un jeune né au ZooParc sera réintroduit en Suisse.

## Énergie

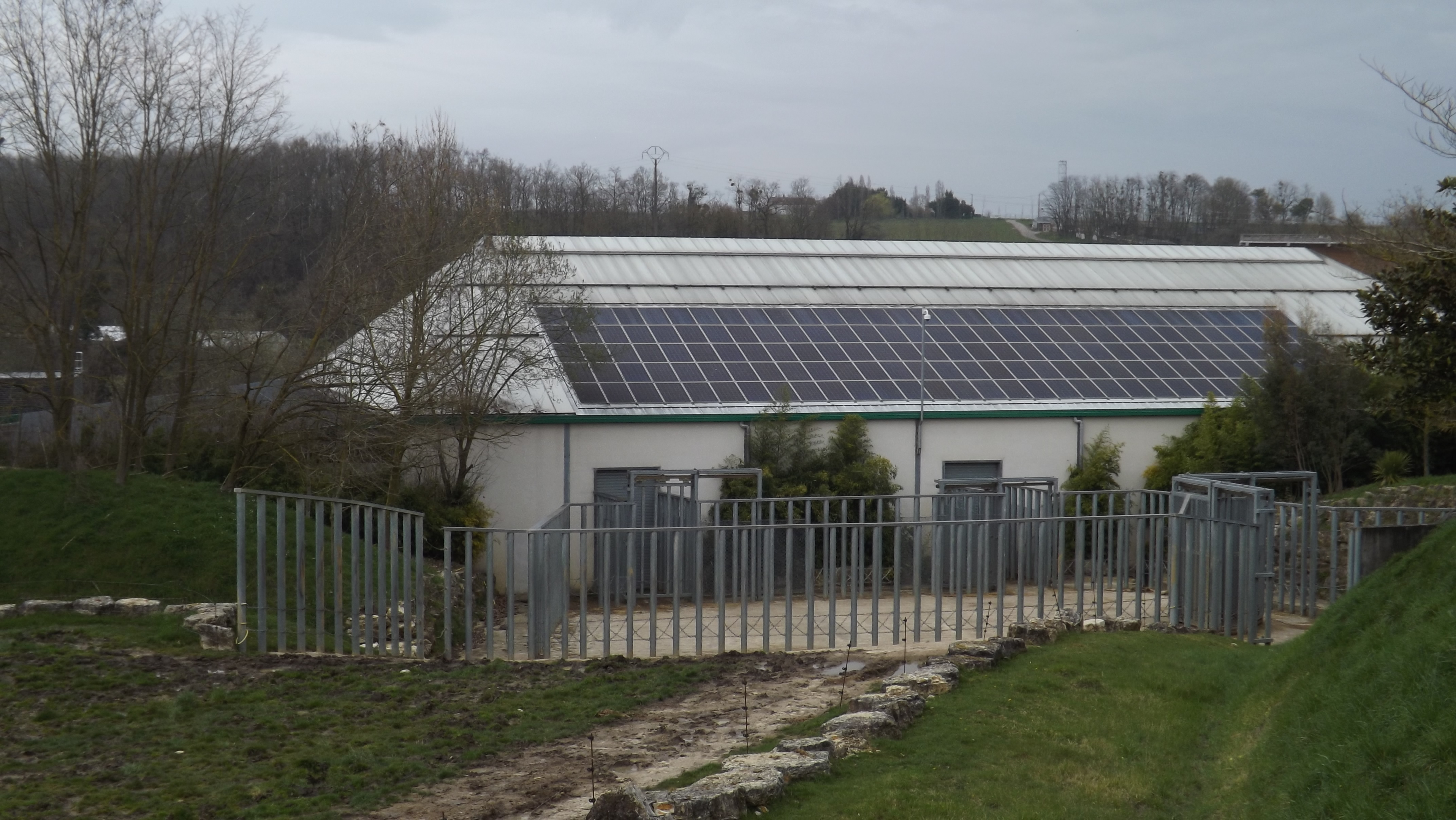
Des panneaux solaires photovoltaïques sur le toit de la maison des éléphants.

Une unité de méthanisation mise en service en 2014 permet la production d'énergie et de fertilisant pour l’agriculture (digestat). Cette énergie est produite à partir du fumier des animaux, des résidus de tonte et de coupe des arbres, des reliquats céréaliers et de lisier porcin et bovin d'agriculteurs voisins, d'eau vinaigrée issue d'une usine de cornichons et des préparations ratées d'une usine de fabrication de biscuits du voisinage. Une partie du biogaz qui est dégagé par la combustion permet de produire de l’électricité qui est ensuite revendue à EDF, l'autre partie se substitue en partie au gaz naturel qui sert à chauffer la serre des gorilles, le bassin des lamantins et la maison des éléphants. Le digestat est remis gratuitement aux partenaires agricoles. Les eaux usées du bassin des hippopotames devraient être à terme filtrées et refoulées vers l'usine de méthanisation pour l'alimenter. La construction de cette unité a été permise grâce à un prêt supporté par la Banque européenne d'investissement, avec l'aide de la Caisse d’Épargne Loire-Centre et du Conseil régional.

## Économie et gestion

### Structure du capital
Le parc est constitué sous la forme d'une société par actions simplifiée (SAS) au capital social de 311 923,50 euros. Depuis 2015, 12 % de ce capital sont détenus par Crédit Mutuel Equity (anciennement CM-CIC Investissement), les 88 % restant sont détenus par la famille Delord, ce qui en fait une entreprise familiale. Ses fonds propres s'élevaient à plus de 7,8 millions d'euros en 2015.

### Chiffre d'affaires
En 2013, le ZooParc de Beauval est une PME qui emploie 170 salariés permanents et génère un chiffre d'affaires de 31 millions d'euros.
En 2014, le CA se monte à 30,1 millions d'euros. Sur la période 2011-2015, le CA était d'en moyenne 26 millions d'euros. En 2022, il s'élève à 104 millions d'euros.

### Gouvernance
Le fils de la fondatrice, Rodolphe Delord, occupe actuellement le poste de président.
En 2023, il licencie sa sœur Delphine Ardant du poste de directrice générale, accusée de harcèlement moral.
Delord, qui est aussi président de l’Association française des parcs zoologiques, est un soutien de l'homme politique Guillaume Peltier. En décembre 2017, celui-ci a voté en faveur de « l'amendement panda », pour permettre de baisser de 10 % à 5,5 % la TVA sur les parcs zoologiques, puis le 29 janvier 2021, c'est un des quelques députés qui vote pour le maintien des delphinariums dans les zoos. Rodolphe Delord n'y voit cependant « aucun rapport » avec son soutien à Guillaume Peltier et précise que son zoo n'a pas de delphinarium.

### Fréquentation
| Année | Visiteurs | Année | Visiteurs | Année | Visiteurs | Année | Visiteurs | Année | Visiteurs |
| ----- | --------- | ----- | --------- | ----- | --------- | ----- | --------- | ----- | --------- |
| 1991  | 149 000   | 2000  | 400 000   | 2006  | 450 889   | 2012  | 1 001 889 | 2018  | 1 550 000 |
| 1995  | 260 000   | 2001  | 400 000   | 2007  | 450 000   | 2013  | 910 000   | 2019  | 1 600 000 |
| 1996  | 280 000   | 2002  | 420 000   | 2008  | 450 000   | 2014  | 912 000   | 2020  | 1 200 000 |
| 1997  | 380 000   | 2003  | 420 000   | 2009  | 520 000   | 2015  | 1 100 000 | 2021  | 1 400 000 |
| 1998  | 390 000   | 2004  | 450 000   | 2010  | 530 000   | 2016  | 1 350 000 | 2022  | 2 000 000 |
| 1999  | 400 000   | 2005  | 450 000   | 2011  | 600 000   | 2017  | 1 450 000 |       |           |